# Río Matanza-Riachuelo
El río Matanza-Riachuelo es un curso de agua de 64 km de largo que nace en la provincia de Buenos Aires, Argentina, conforma el límite sur de la ciudad de Buenos Aires y desemboca en el Río de la Plata.  
Es conocido como Matanza en la mayor parte de su recorrido y como Riachuelo luego de cruzar la avenida General Paz. Usualmente es designado con los dos nombres.   
A lo largo de este recorrido recibe el aporte de decenas de arroyos, como Rodríguez, Morales, Chacón, Cañuelas, Aguirre, Ortega, Santa Catalina, La Paja y Del Rey, entre los más importantes. 
Su desembocadura en el Río de la Plata, le da nombre al famoso barrio de La Boca, en la ciudad de Buenos Aires.  
La cuenca Matanza-Riachuelo abarca una superficie aproximada de 2200 km² y es una de las áreas más densamente pobladas de la Argentina, con alrededor de 6 millones de personas, que representan el 15% de la población del país, ubicadas en la parte sur de la ciudad de Buenos Aires y en gran parte de trece municipios de la provincia de Buenos Aires: Avellaneda, Lanús, Lomas de Zamora, La Matanza, Esteban Echeverría, Ezeiza, Cañuelas, Almirante Brown, Marcos Paz, General Las Heras, Merlo, Presidente Perón y San Vicente, donde se estima que se genera el 30% del PBI de la Argentina.
Desde los años 70 del siglo XX, el río constituye uno de los problemas ambientales más graves de la Argentina, debido a los desechos industriales arrojados sin tratar, las aguas servidas provenientes de la falta de redes cloacales en buena parte del área urbana de la Cuenca en la Provincia, y los residuos domiciliarios sin recolección adecuada.
Las denuncias por contaminación relacionadas con el río se remontan, sin embargo, hasta los primeros años del siglo XIX, con el establecimiento de las primeras curtiembres y saladeros en ambas orillas del Riachuelo. 
Desde 2008, la cuenca Matanza-Riachuelo es el centro de un proceso de saneamiento llevado adelante por la Autoridad de Cuenca Matanza Riachuelo (Acumar).

## Historia

### Primeros pobladores
Durante miles de años los alrededores del río fueron habitados por grupos de cazadores recolectores de la llanura pampeana y sus áreas ribereñas, que armaban sus viviendas (de cueros y postes de madera, fáciles de mover) en las proximidades de ríos como el Matanza Riachuelo, además de otros arroyos y lagunas, y en las lomas cercanas a estos parajes.
A la llegada de los españoles en 1536, diversos grupos habitaban el área de la Cuenca y sus cercanías, como los querandíes, guaraníes, charrúas y chaná-timbús.

### Origen del nombre
El Riachuelo de los Navíos aparece mencionado con este nombre en las primeras crónicas de los expedicionarios españoles llegados en el siglo XVI.  
En esa época su tramo superior también fue llamado "de la Matanza" porque allí hubo una batalla entre querandíes y españoles que implicó gran cantidad de muertos. Otros autores señalan como origen del nombre las frecuentes matanzas de ganado producidas en la zona.

### Primer puerto de Buenos Aires
La cercanía del Riachuelo ofrecía una fuente de agua potable y la posibilidad de contar con un puerto natural para el amarre de las embarcaciones. Esta ventaja ocasionó que tanto Pedro de Mendoza en 1536, como Juan de Garay en 1580, escogieran la proximidad al Riachuelo para instalar la ciudad de Buenos Aires. 
Pero la condición de río de llanura determinaba su baja pendiente y su recorrido sinuoso, lleno de meandros. Su planicie aluvial era ocupada por recurrentes y extensos anegamientos, que daban lugar a lagunas y bañados. 
El sur de la actual Ciudad de Buenos Aires y muchos otros sectores de los alrededores del río Matanza Riachuelo permanecieron casi sin habitar por estos motivos, hasta entrado el siglo XX. 

### La antigua desembocadura

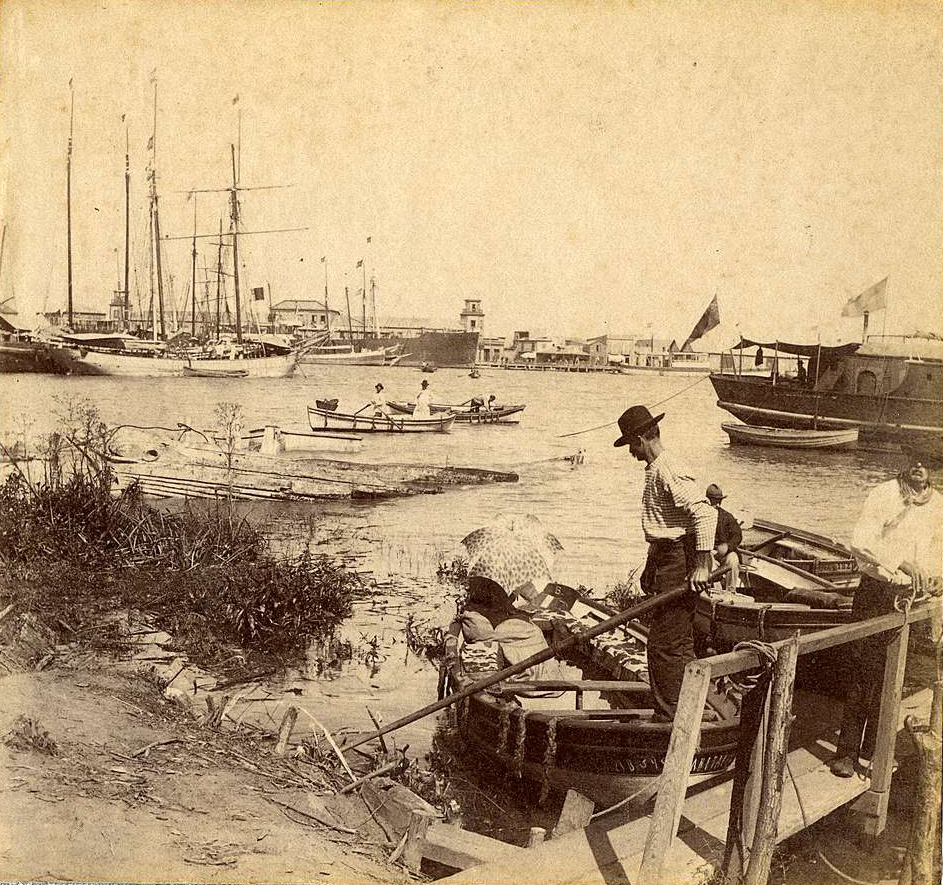
La Boca del Riachuelo - Boteros cruzando personas c.1900

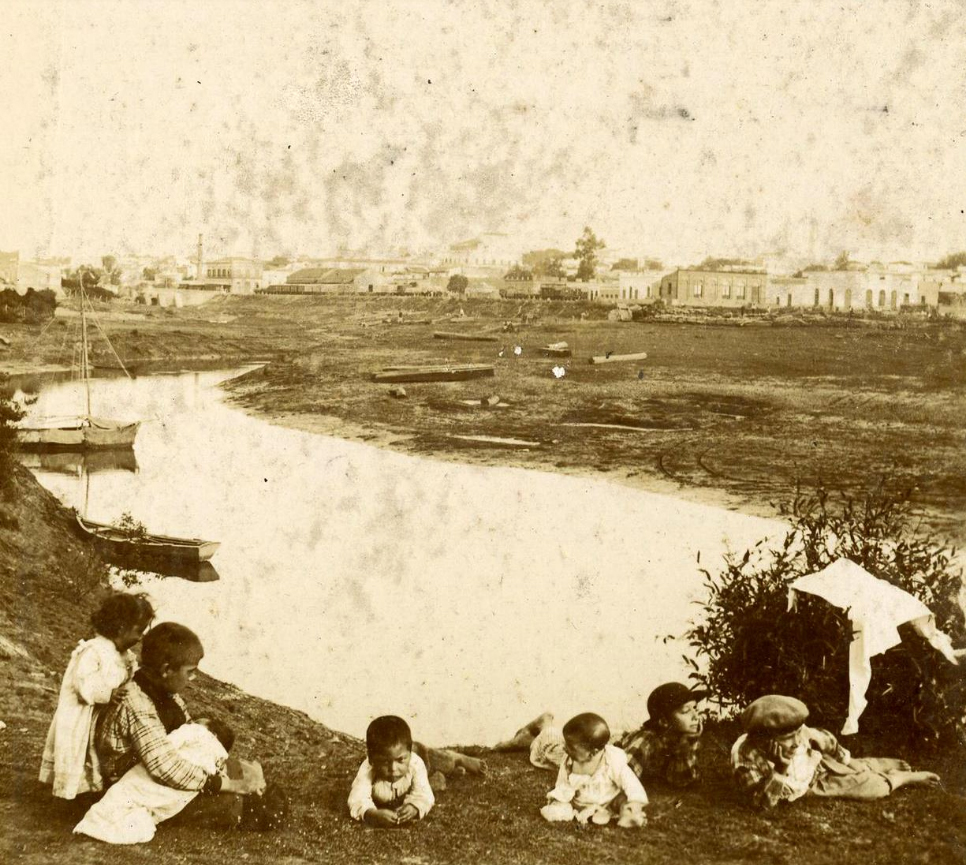
Descansando en la orilla, Buenos Aires, C. 1902.

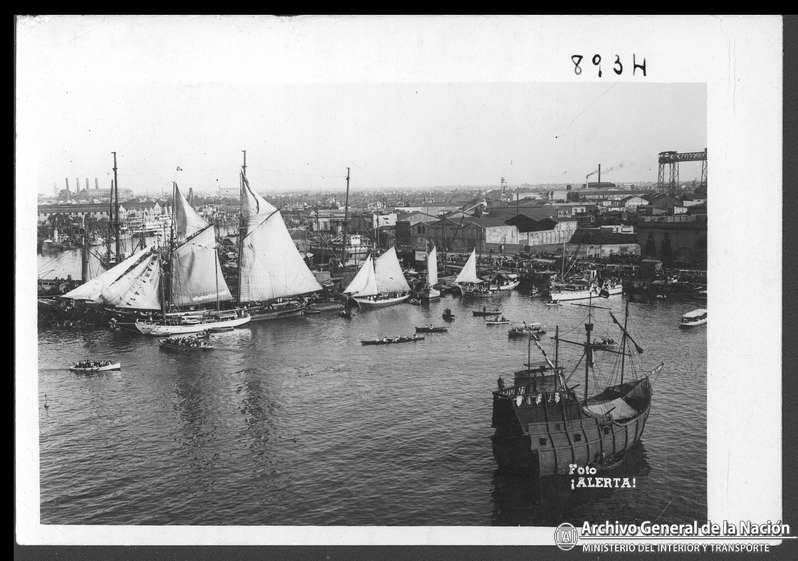
Vista del Riachuelo s.f.

El curso inferior del Riachuelo en el siglo XVII era muy diferente al que hoy conocemos. Cerca de la desembocadura actual, el curso del río giraba hacia el norte, por la Dársena Sur del Puerto Madero hasta encontrarse con el Río de la Plata en las cercanías del actual parque Lezama. 
La antigua Boca del Riachuelo de los Navíos se ubicaba aproximadamente a la altura de la actual calle Humberto I°, en el barrio de San Telmo, ya que un banco de lodo, arena y una isla anegadiza cubierta principalmente de “juncales” desviaba el río, provocando un recodo hacia el norte casi 90° respecto del Riachuelo, hacia la desaparecida Isla de los Pozos, hoy cubierta por las dársenas y los rellenos realizados para la construcción de Puerto Madero.
En la década de 1780 se abrió un paso entre el recodo mencionado y el Río de la Plata, llamado «boca del Trajinista», formando desde entonces la actual desembocadura del Riachuelo, y una isla en la margen izquierda.

### SigloXIX: una economía agroexportadora

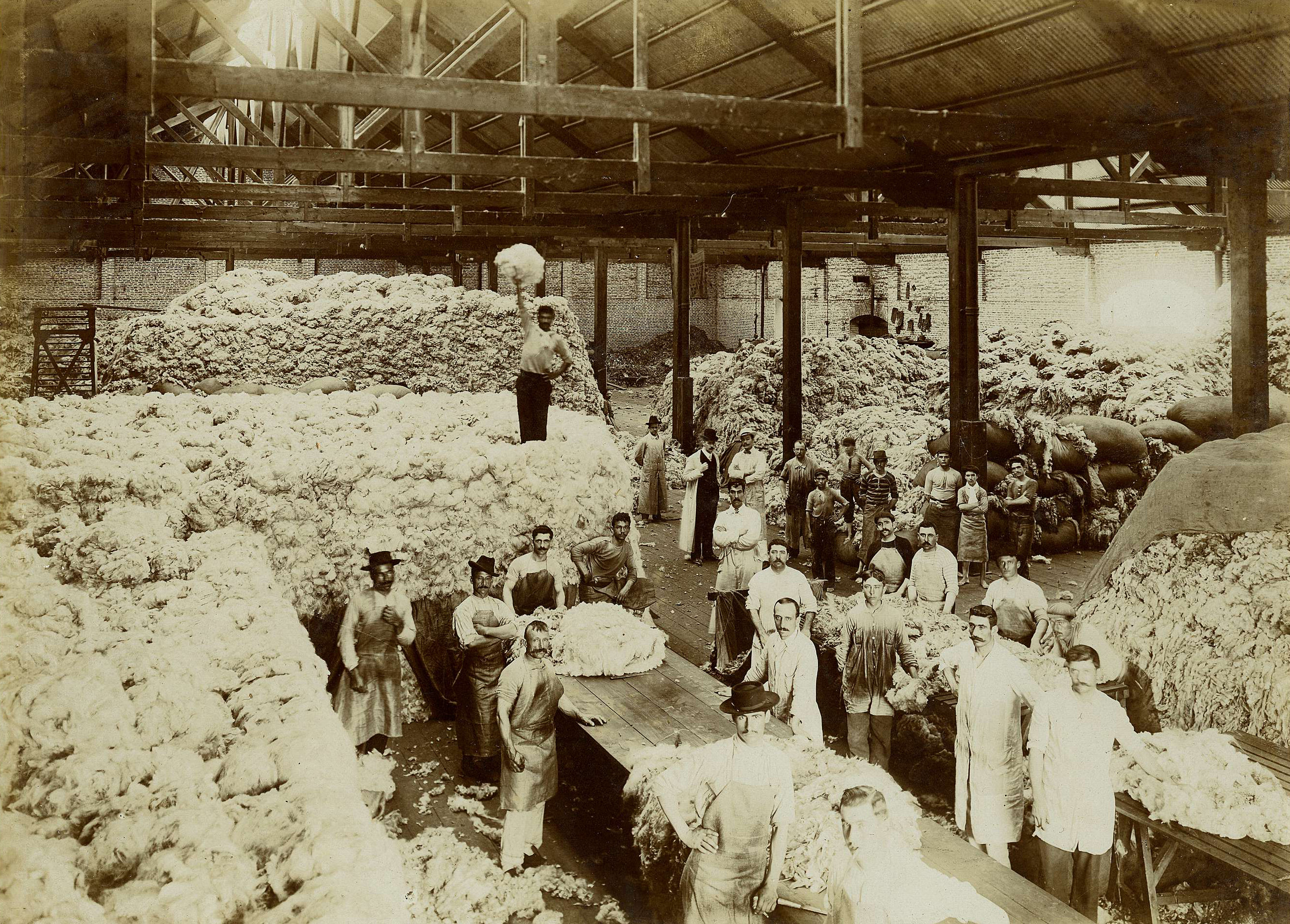
Interior de una Barraca de Lanas. c. 1889-1926

Entre 1800 y 1810 cobró relevancia la actividad ganadera en la zona de la desembocadura del Riachuelo. Se instalaron mataderos, curtiembres y saladeros en las orillas del río, que oficiaba de puerto natural. También las primeras producciones de jabón, velas y otros derivados de cueros y grasas convertidas en combustibles.
Con la Independencia del país, empezó a desarrollarse una economía exportadora, y crecieron los establecimientos productivos de carne salada y cueros, primero, y lana después, muchos de ellos ubicados a orillas del río.
A partir de 1860, el crecimiento de la red ferroviaria en el país, articulada con los puertos como el del Riachuelo, permitió el desarrollo de la exportación de cereales producidos en la pampa húmeda, que hacia fines de siglo se habían convertido en uno de los grandes motores de la economía argentina, junto con la exportación de carne procesada en los frigoríficos. 

### Inicios de la contaminación

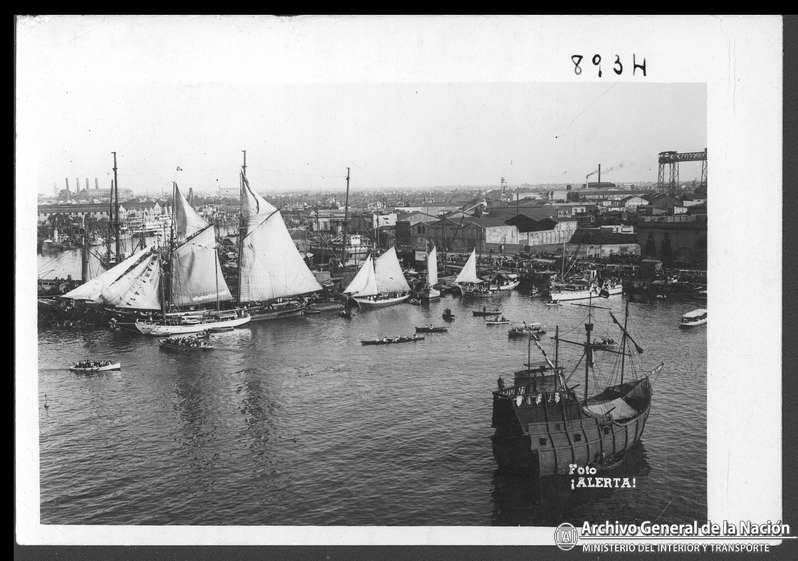
Vista del Riachuelo s.f.

Durante siglos, el Riachuelo de Buenos Aires fue el epicentro de una intensa actividad industrial, principalmente de los saladeros, cuya práctica habitual de arrojar desperdicios animales al río generaba una atmósfera irrespirable, especialmente cuando el viento soplaba del sur. Desde finales del siglo XVIII, estos establecimientos proliferaron a lo largo del curso del Riachuelo, vertiendo líquidos de curtido, sangre y otros desechos, convirtiendo sus aguas en un foco de contaminación y malestar para la ciudad.
La primera orden oficial de limpiar el río fue dictada por la Primera Junta en 1811. Desde entonces, se repiten las medidas de gobierno con el mismo fin, lo cual señala un problema ambiental persistente. Entre otras órdenes oficiales, se manda retirar barcos hundidos en el puerto y expulsar las actividades más contaminantes de las cercanías de la ciudad, como las curtiembres y saladeros. También se repiten las prohibiciones de arrojar al río los residuos de las faenas de los mataderos, pero la realidad mostraba una continua degradación ambiental. Esta problemática se exacerbó con la llegada de nuevas industrias, como los frigoríficos y las tintorerías industriales, que también contribuyeron a la contaminación del río con desechos inorgánicos, orgánicos y metales pesados.
En 1868 y 1871 las epidemias de fiebre amarilla y cólera producen enormes cantidades de muertes entre los pobladores de la zona. El Riachuelo es señalado como un foco de infecciones, y la Legislatura bonaerense ordenó suspender las actividades de sus saladeros. Este fue uno de los primeros debates sobre contaminación ambiental en la Argentina, sostenido entre los dueños de saladeros, autoridades nacionales, médicos y químicos.
Las promesas de solución por parte de los gobiernos, como la realizada, en 1993 por María Julia Alsogaray, que estaba al frente de la Secretaría de Recursos Naturales y Ambiente Humano de la Nación, de poder beber agua del Riachuelo en mil días, o la de la Secretaría de Medio Ambiente Romina Picolotti en 2007 de erradicar la contaminación en una década, se quedaron en palabras vacías.
La creación de la Autoridad de Cuenca Matanza Riachuelo en 2006, con el objetivo de abordar el saneamiento del área, mejoró la situación, pero el problema persiste como un desafío para las autoridades y la sociedad en su conjunto.

### Primeras obras de infraestructura

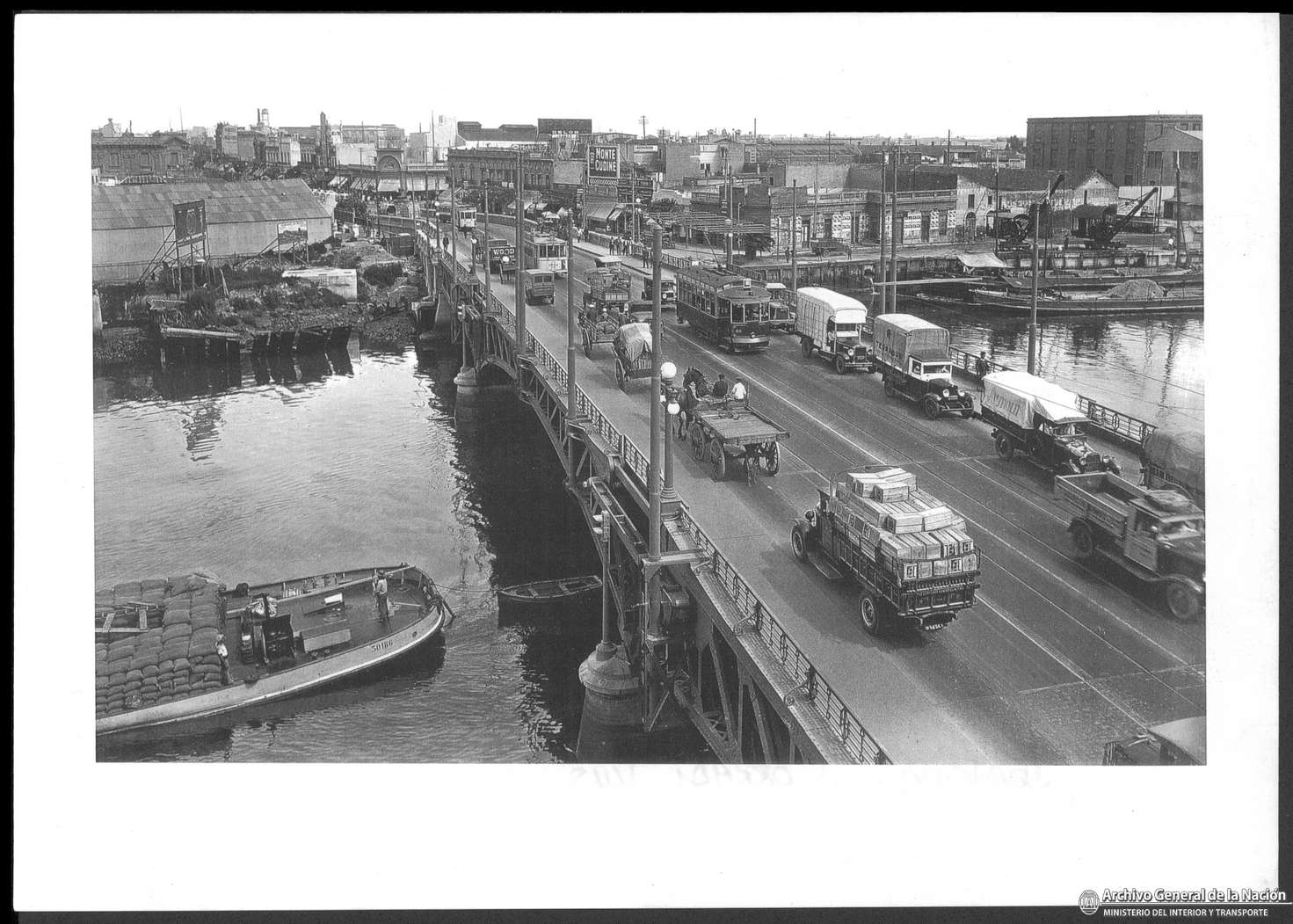
Vista del puente Pueyrredón 1912

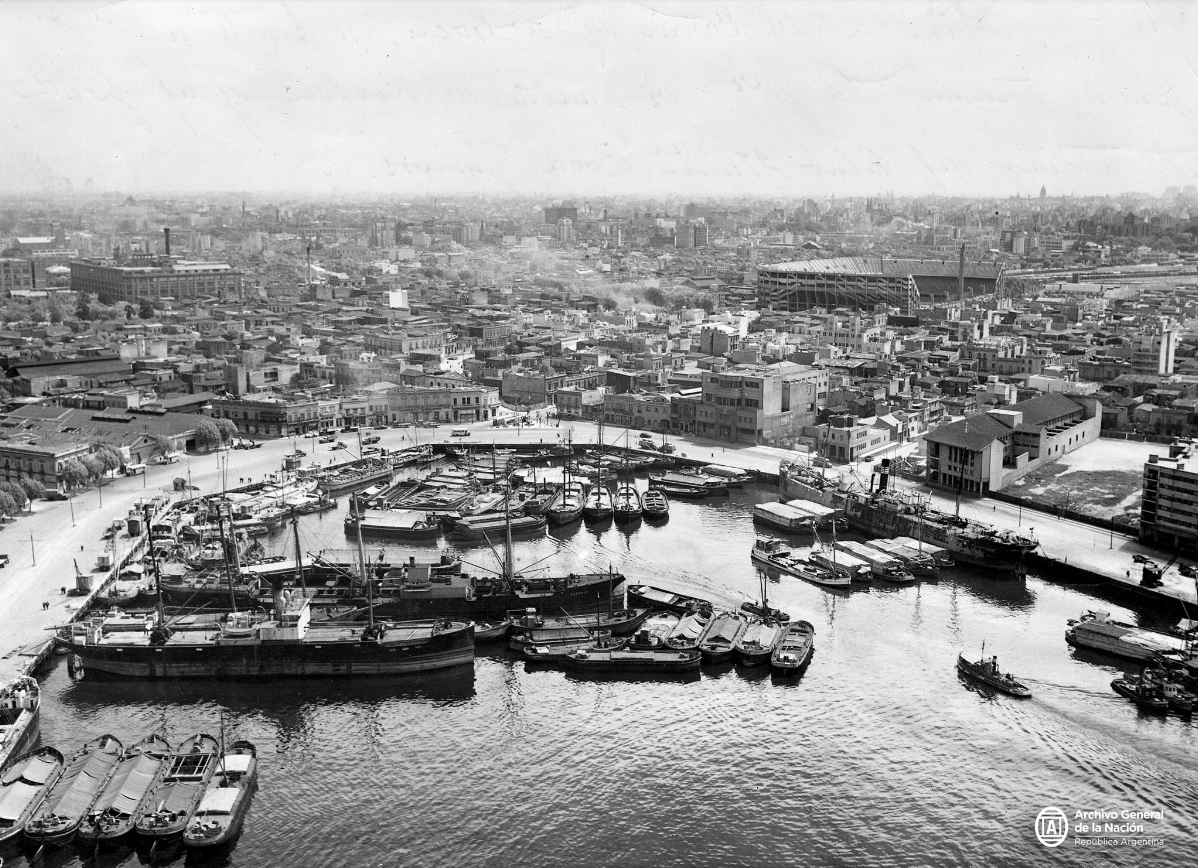
Vista panorámica del barrio de La Boca, Buenos Aires 1954

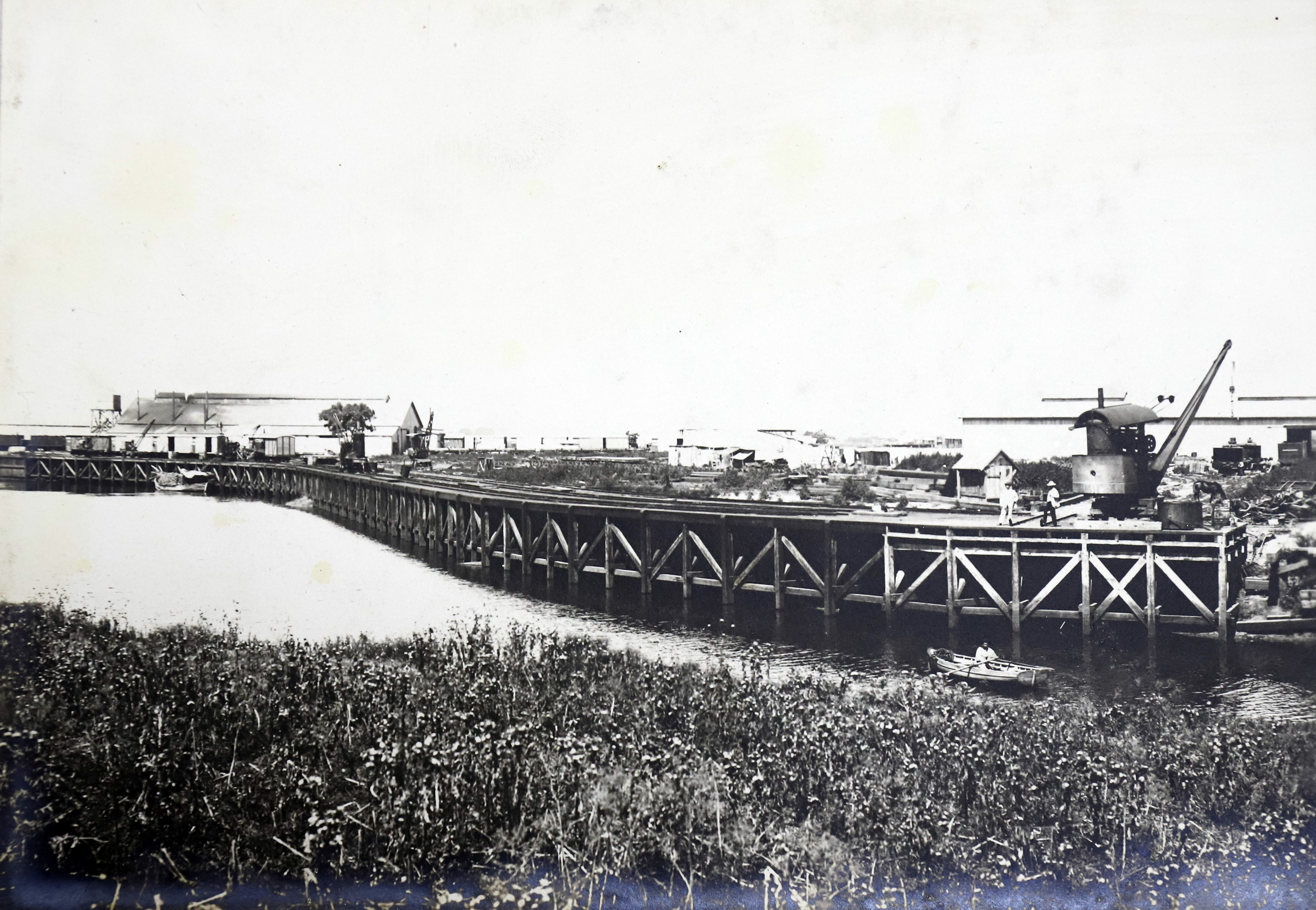
Riachuelo Ejecución de trabajos de agrandamiento de muelles, vista aguas abajo. 11-8-1908

Con el crecimiento de la actividad portuaria y la economía exportadora empiezan a formularse proyectos de ampliación del puerto del Riachuelo. 
Su desembocadura tenía muy poca profundidad, por lo que la mayoría de los grandes barcos no podían ingresar y debían atracar en el Río de la Plata. 
En 1871 la Legislatura de la provincia de Buenos Aires sancionó una ley para realizar obras de canalización, limpieza y modernización del puerto del Riachuelo.
Estas obras contemplaban excavar el canal de ingreso, rectificar y ensanchar su desembocadura, construir un dique y un muelle, e instalar pescantes para el levantamiento de los barcos.
En 1878 el puerto del Riachuelo fue declarado abierto para la navegación de buques de ultramar. El primer barco regular de pasajeros, el vapor Italia, ingresó a la Boca del Riachuelo el 25 de enero de 1883, en medio de grandes festejos.
Como parte de las obras realizadas, a mediados de la década de 1880 se modificó el meandro de la Vuelta de Rocha para convertirlo en fondeadero, tomando su forma actual.

### SigloXX: industria e inmigración
Ambas márgenes del Riachuelo fueron desde fines del siglo XIX uno de los grandes escenarios de la transformación social del país, impulsada por el crecimiento de las exportaciones, y la llegada masiva de inmigrantes de Europa y del norte del país.
El puerto del Riachuelo ofrecía un paisaje compuesto por embarcaciones, barracas, talleres, astilleros y fábricas transitado diariamente, de una orilla a la otra, por decenas de miles de trabajadores. 
El Riachuelo fue el centro de una densa trama de organizaciones sociales, políticas, deportivas y artísticas impulsada por los trabajadores inmigrantes. De estas experiencias surgieron equipos de fútbol, sindicatos, organizaciones obreras del anarquismo y socialismo, y escuelas de arte como las de los pintores de la Boca y los Pintores del Pueblo, entre muchos otros.
El área también fue uno de los centros de desarrollo de la industria nacional a través de la instalación progresiva de empresas frigoríficas, fábricas de alimentos, jabón, vidrio, fósforos, talleres de galvanoplástica, empresas siderúrgicas y curtiembres, entre otras.

### Dos nuevos puertos

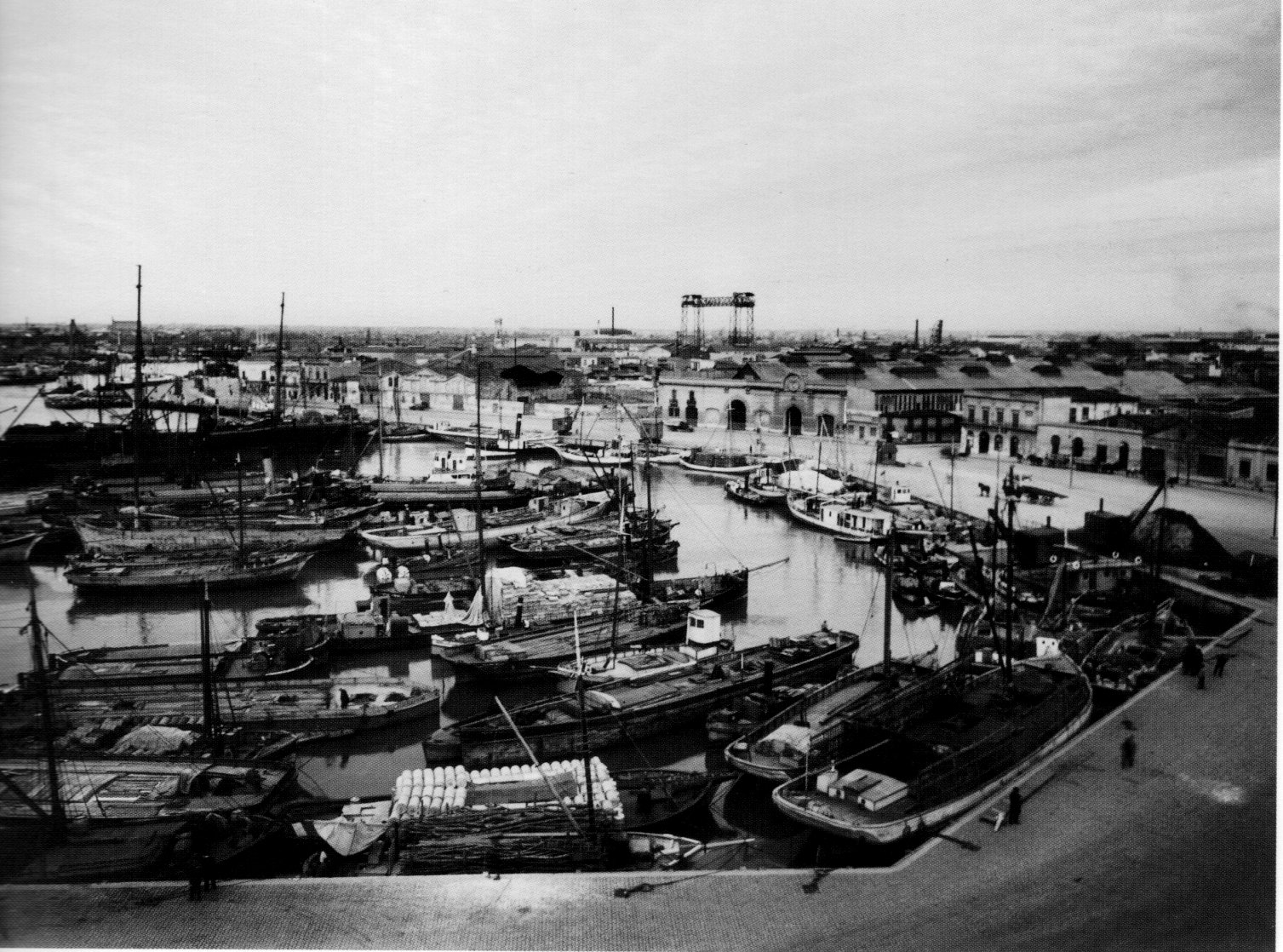
Puente transbordador Presidente Sáenz Peña desde la vuelta de Rocha en el año 1936.

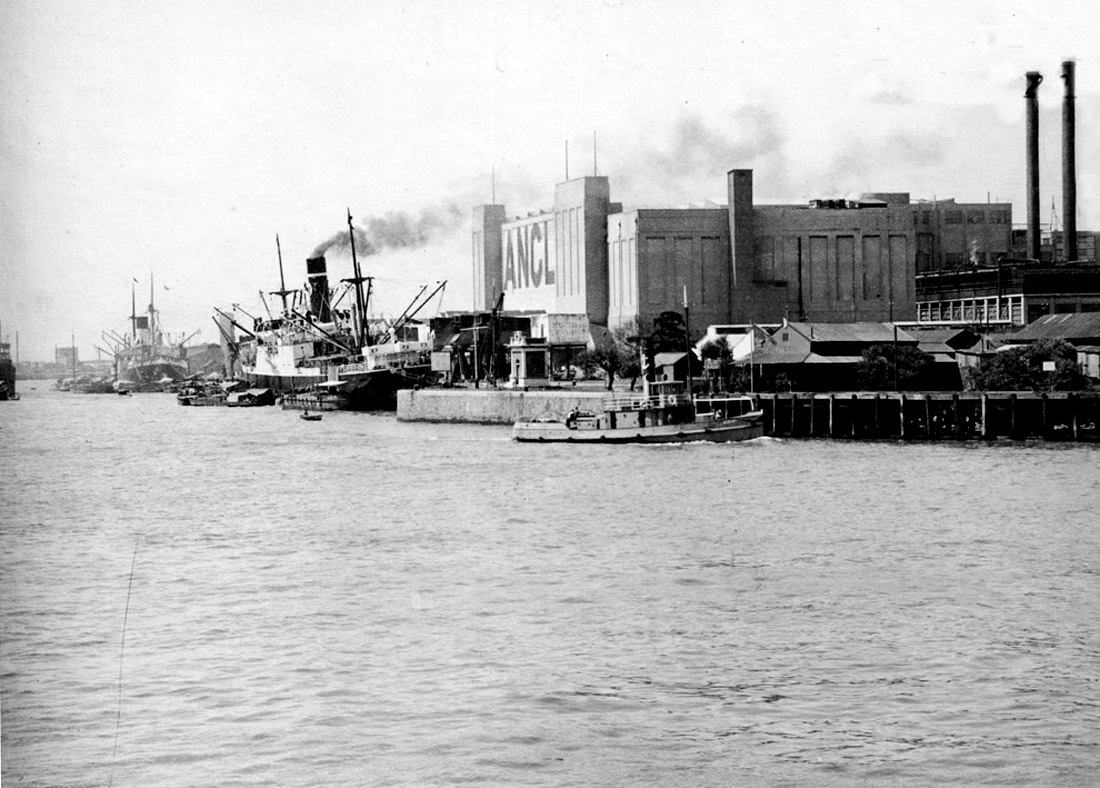
Frigorífico Anglo 1938

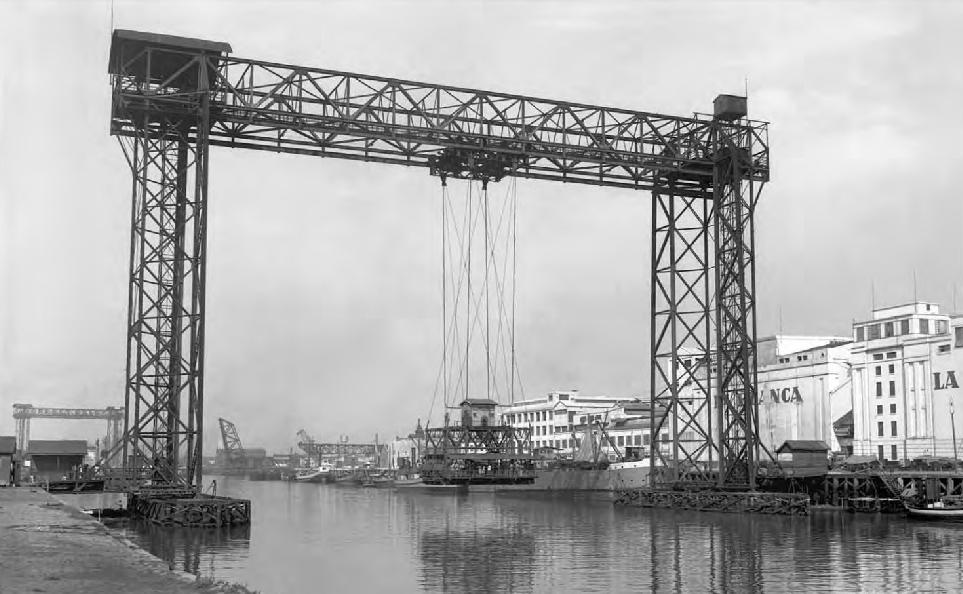
Puente Transbordador Urquiza, hoy desaparecido. (1944)

El crecimiento de las exportaciones impulsó hacia 1880 nuevos proyectos de ampliación de la capacidad de transporte del viejo puerto del Riachuelo.
Estos proyectos incluyeron la creación de dos nuevos puertos en la desembocadura del Riachuelo, el Puerto Madero en la Ciudad de Buenos Aires y el Puerto de Dock Sud en Avellaneda. 
Las obras se iniciaron a principios de la década de 1880; el último tramo de Puerto Madero se terminó en 1897, mientras el Puerto de Dock Sud fue inaugurado en 1905.
Con el tiempo, estos nuevos puertos, junto con el Puerto Nuevo de Retiro inaugurado unos años después, reemplazaron al puerto del Riachuelo que disminuyó progresivamente su actividad a lo largo del siglo XX, hasta su cierre definitivo por parte de la Dictadura Militar en 1976.

### La rectificación

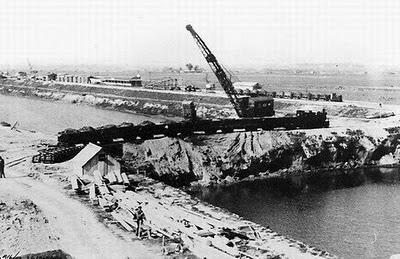
Obras de rectificación del Riachuelo en la década de 1930.

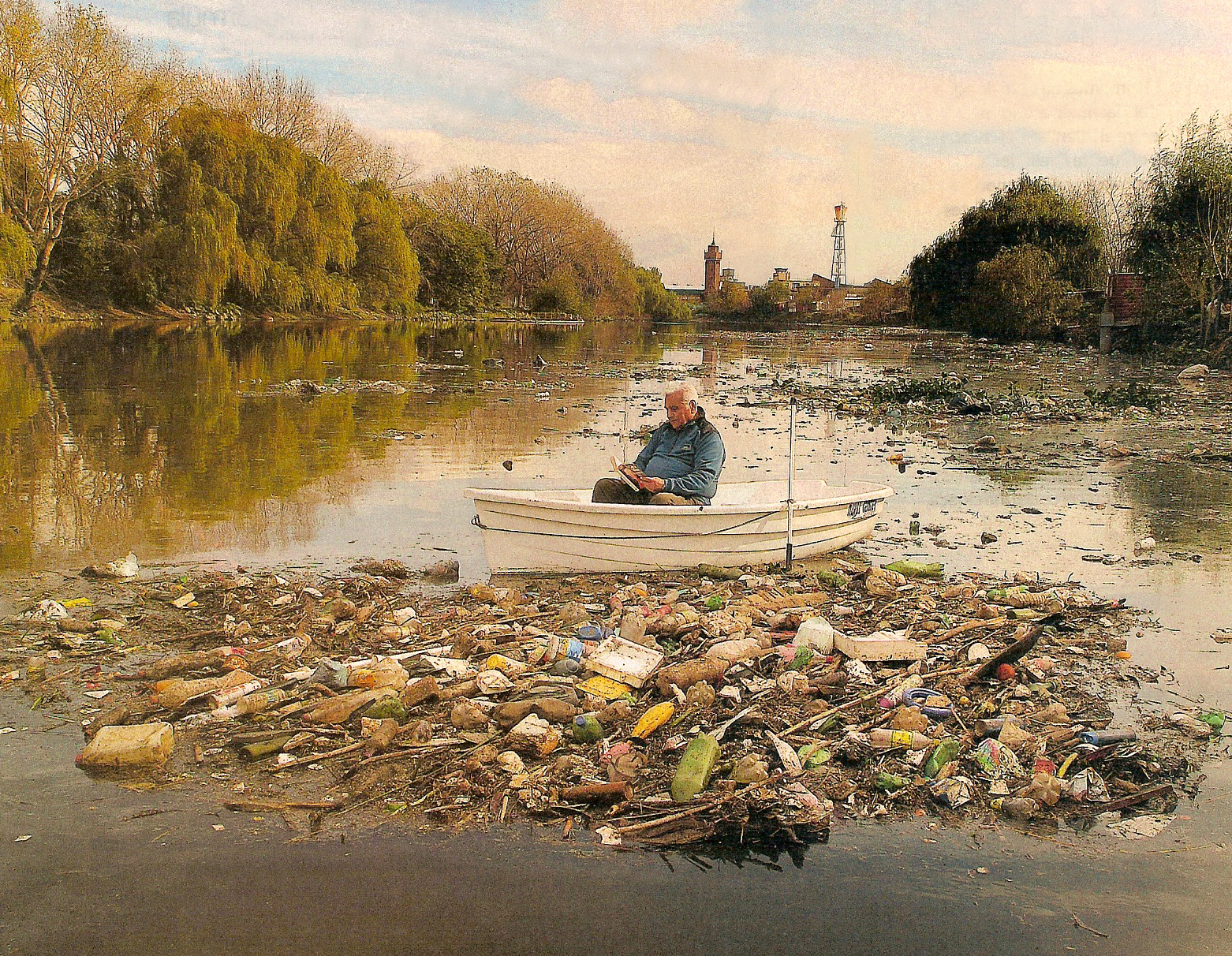
Una vista del Riachuelo en 2009.

En simultáneo a la creación de los nuevos puertos de Madero y Dock Sud, en 1888 se inició la rectificación del Riachuelo que cambió su fisionomía y paisaje.  
El proyecto buscaba rectificar, ensanchar y canalizar el Riachuelo -es decir, aumentar su profundidad o calado- desde el puente del Ferrocarril del Sud en Barracas hasta el km 33 en la Provincia, a la altura de La Matanza. 
Y proponía eliminar los meandros del curso natural del río para facilitar su navegación. 
Su objetivo era descongestionar el tránsito de embarcaciones del Riachuelo y crear una nueva área de industrias en el sector sur de la Ciudad y la Provincia, mediante el ingreso de grandes buques de al menos 200 toneladas.
En un primer momento la concesión fue otorgada a la Compañía General Pobladora, integrada por empresas inglesas y argentinas ligadas al puerto y los ferrocarriles; pero las obras nunca se iniciaron. El proyecto quedó envuelto en denuncias de corrupción y negociados por la venta de los terrenos adyacentes al cauce del río.
En los años siguientes, la dirección del proyecto cambió de manos sin que se produjeran avances. Aunque muchos de los terrenos provenientes de la concesión empezaron a lotearse y venderse, y dieron lugar a los barrios de Villa Soldati, Villa Lugano y Villa Riachuelo en la Ciudad de Buenos Aires, y otras urbanizaciones en Lanús y Lomas de Zamora. 
En 1913 el Estado decidió intervenir asumiendo las obras a través de la Dirección General de Estudios y Obras del Riachuelo, dependiente del Ministerio de Obras Públicas.
Para entonces, las obras del "canal industrial" sumaron un nuevo objetivo: eliminar los meandros del Riachuelo y canalizarlo para hacer frente a las frecuentes inundaciones que afectaban sus márgenes, y periódicamente las volvían inhabitables, a veces alcanzando incluso a barrios alejados a él. (Por ejemplo, en las crecidas excepcionales de 1884, 1900 y 1911).
A lo largo de los años siguientes finalmente se llevó adelante la rectificación del Riachuelo. Se construyeron los nuevos puentes Victorino de la Plaza, Demonty (ex Uriburu o "Puente Alsina") y la Noria. Y en los años '30 se volvió a relanzar el proyecto de un área industrial asociada al canal del Riachuelo.
Desde fines de 1880 a 1930, el Dock Sud y el canal del Riachuelo reunieron muchos de los establecimientos industriales más importantes del país, como las metalúrgicas Vasena, TAMET y Fabricaciones Militares. 
Pero la necesidad del proyecto de rectificación fue puesta en duda. Hacia los años '40 las industrias dejaron de instalarse en este sector y empezaron a orientarse hacia otras zonas del área urbana de Buenos Aires, sobre todo su eje norte.
El último tramo de la rectificación entre el Puente Uriburu y el Puente La Noria fue concluido finalmente en 1944.

### Abandono y contaminación
La contaminación y deterioro general del Matanza Riachuelo y sus márgenes se inició a mediados del siglo XIX.
Esta se originó en los establecimientos ligados a la industria de la carne y el cuero instalados en las márgenes del Riachuelo, en la Ciudad y la Provincia. 
La situación se agravó por diversos procesos ligados a un crecimiento urbano y poblacional sin planificación ni inversiones adecuadas de infraestructura.
Esto produjo un desarrollo desigual de los servicios urbanos en el área –electricidad domiciliaria, alumbrado público, agua potable y, en especial de cloacas–: mientras el centro de la Ciudad de Buenos Aires y sus áreas adyacentes quedaron cubiertos, los barrios periféricos fueron relegados; la zona sur de la Ciudad y los barrios de la Provincia mantuvieron esta condición periférica hasta bien entrado el siglo XX, y en algunos casos hasta el siglo XXI.
A esto se sumó la decisión de las autoridades porteñas de instalar todo tipo de "actividades insalubres" lejos del centro, en el sur y el sudoeste de la ciudad; por ejemplo, el matadero en parque Patricios, inaugurado en 1872, y la quema de residuos del mismo barrio, trasladada a Villa Soldati en los años '50, también en las inmediaciones del Riachuelo.
Desde mediados del siglo XX, otros procesos afectaron al río. Las crisis económicas produjeron el derrumbe de la trama industrial de las márgenes del Riachuelo, tanto en la Ciudad como en Provincia. El paisaje del río se pobló de infraestructura industrial en ruinas o abandonada; muchos establecimientos productivos siguieron funcionando en condiciones cada vez más precarias, sin control del Estado, en áreas cada vez menos transitadas.
Las márgenes del río fueron utilizadas a discreción por muchas empresas, como sitios para disposición de residuos, efluentes, rellenos ilegales, etc. 
También se convirtieron en un lugar de acceso informal a la vivienda por parte de sectores sociales empobrecidos, sin otros medios para acceder a ella, mediante la instalación de barrios precarios y asentamientos, sin servicios.
Como dice Gabriela Merlinsky, la ausencia de regulaciones en el uso de suelo y la falta de mecanismos de control ambiental por parte del Estado, generaron la degradación del área, y contribuyeron a crear "un paisaje de segregación urbana y ambiental".
El periodo de mayor deterioro comenzó en los años '70 cuando estos proceso se agravaron aún más. La política de desindustrialización del país de la Dictadura Militar se acompañó con el cierre definitivo del antiguo puerto del Riachuelo. El paisaje de la desembocadura del río fue, desde entonces, el de un gigantesco cementerio de barcos y chatarra abandonada, en un curso de agua cada vez más afectado por la contaminación cloacal. El río se mantuvo durante décadas cubierto de desechos en descomposición. 
La contaminación de la Cuenca Matanza Riachuelo fue el resultado esta suma de procesos: la actividad industrial sin control, el desarrollo incompleto de la red de cloacas y la falta de recolección y tratamiento de residuos sólidos urbanos, agravados por las consecuencias sociales, económicas y urbanas de este deterioro generalizado.

### Los '90: promesas incumplidas

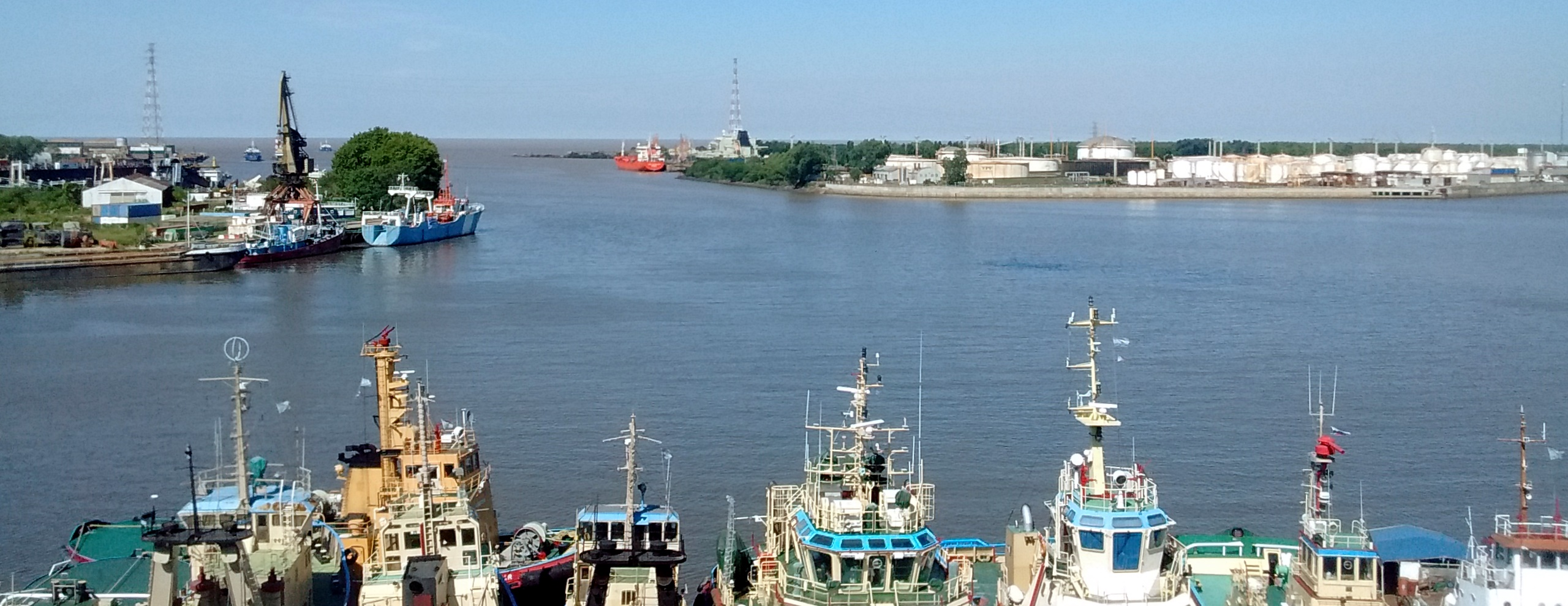
La boca del Riachuelo, desembocadura en el Río de la Plata.

En 1993, la secretaría de Medio Ambiente María Julia Alsogaray presentó un proyecto de limpieza del Riachuelo a completarse en mil días. 
Desde inicios de los 90 se había comenzado a debatir en Argentina sobre los problemas ambientales. En 1991 se creó la Secretaría de Recursos Naturales y Desarrollo Sustentable de la Nación y, desde los inicios, la contaminación de este curso de agua apareció como uno de los problemas ambientales de mayor impacto en el país.

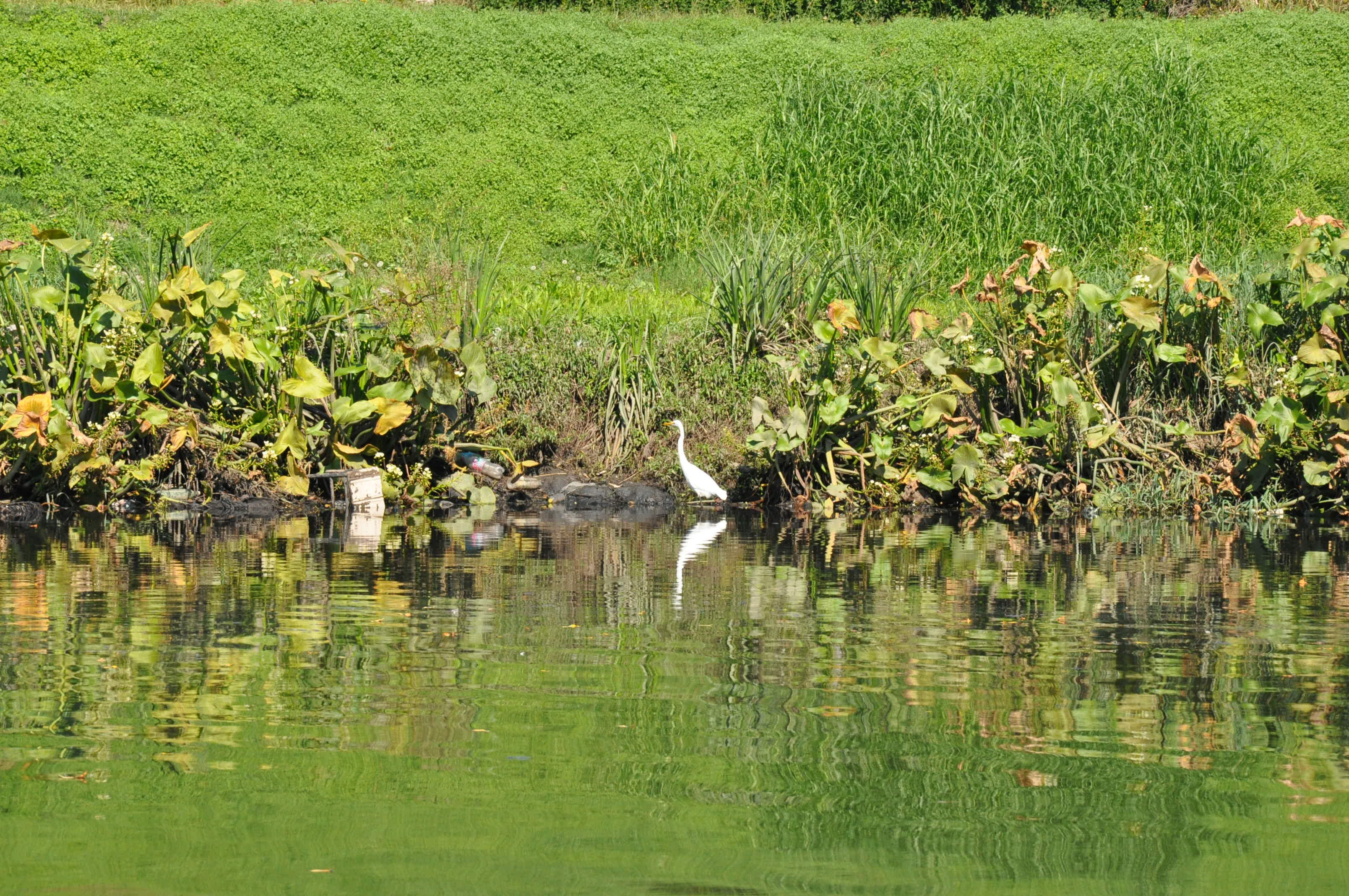
Las garzas abundan en las márgenes del río, en la zona de sus desembocadura.

El proyecto del Gobierno Nacional jamás llegó a realizarse. A principios de 2000, el plan de limpieza del Riachuelo se hallaba paralizado y la funcionaria fue imputada por enriquecimiento ilícito y malversación de fondos que debían destinarse a la gestión ambiental del río. (Según las denuncias, durante su gestión, el Comité del Riachuelo manejó más de 35 millones de dólares, de los cuales casi 22 fueron para "servicios técnicos y profesionales" de consultoras cercanas a la ministra Alsogaray).

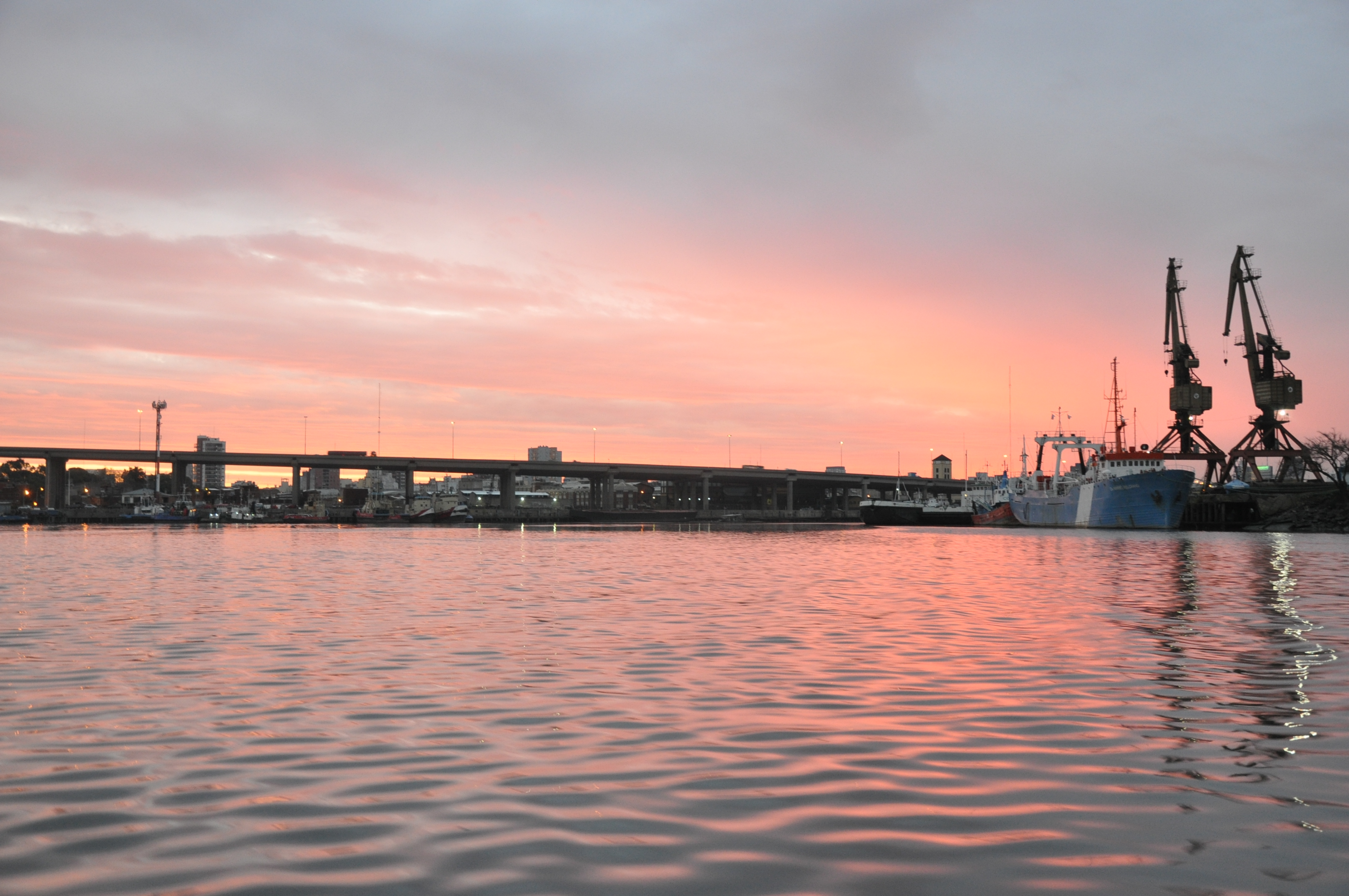
Atardecer en La Boca

Durante la crisis de 2001, los fondos de un crédito internacional otorgado al país para la realización de estudios de calidad ambiental en la Cuenca debieron ser utilizados para financiar los planes de ayuda social de emergencia implementados por el Gobierno Nacional.

### ACUMAR y la Causa Mendoza
En 2004, una denuncia de vecinos del barrio de Villa Inflamable en Dock Sud, Avellaneda, ubicado en las cercanías del Riachuelo, dio inicio a un proceso judicial por la contaminación de las empresas y sus efectos en la salud. 
La Causa Mendoza. como se la conoció, marcó un hito histórico en los procesos judiciales vinculados al derecho colectivo al ambiente sano en Argentina. El Fallo de la Corte Suprema de Justicia de la Nación en este caso derivó en la creación de un Plan Integral de Saneamiento de la Cuenca, elaborado y llevado adelante desde entonces por la Autoridad de Cuenca Matanza Riachuelo (ACUMAR) dependiente del Gobierno Nacional. (Ver  Saneamiento: la Causa Mendoza).

## Territorio

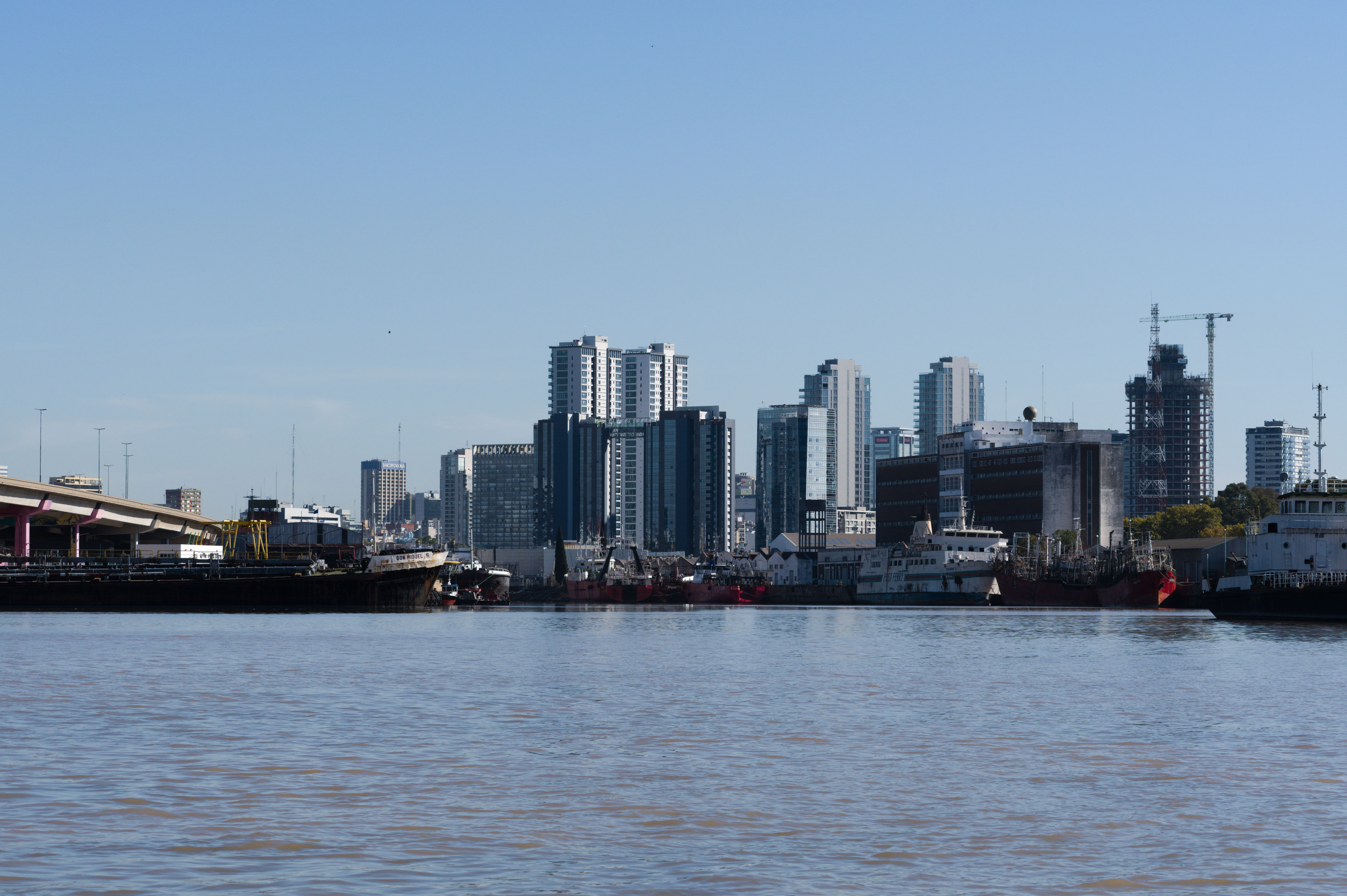
Cuenca Baja. Vista de la Ciudad de Buenos Aires desde el Antepuerto o Cuatro Bocas, desembocadura del río.

El río Matanza Riachuelo se extiende a lo largo de 64km, en los que atraviesa desde paisajes rurales en su nacientes hasta espacios completamente urbanizados en su desembocadura. .
El río nace en la confluencia de los arroyos Castro y de los Pozos, en el partido bonaerense de Cañuelas, entre pastizales y zonas arboladas. Luego atraviesa catorce municipios del Conurbano, en la Provincia de Buenos Aires, hasta conformar el límite entre Avellaneda y la Ciudad de Buenos Aires en su tramo final. 
A lo largo de su recorrido, recibe el aporte de numerosos cursos menores de diverso tamaño conformando una cuenca que abarca aproximadamente 2200km2.  
Entre estos afluentes se destacan los arroyos Morales, Cañuelas, Aguirre y Ortega. El arroyo Cildáñez, en la zona de Mataderos y Lugano, se encuentra rectificado y parcialmente entubado.

### Recorrido

#### Cuenca Alta

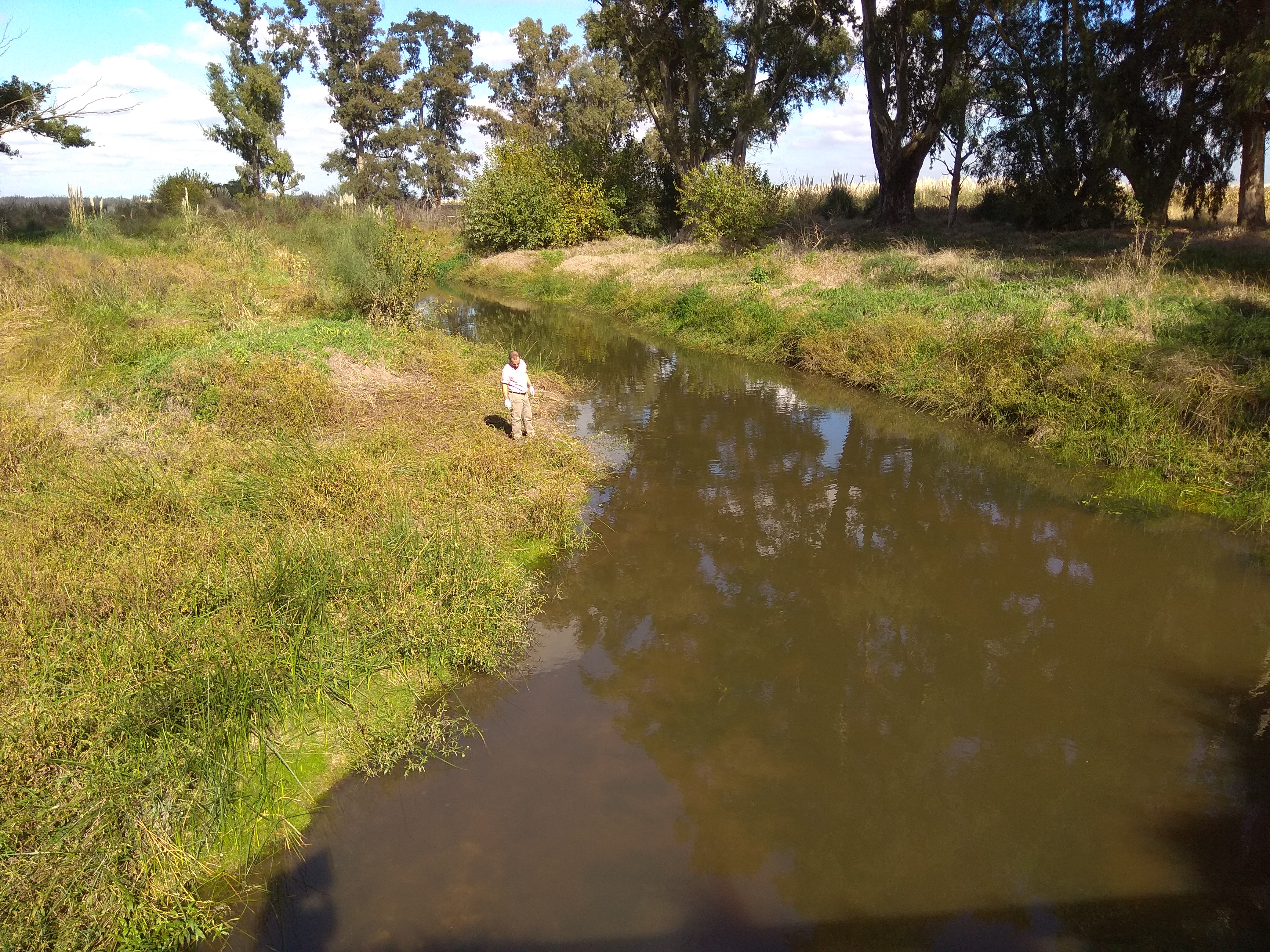
Arroyo Cañuelas. Dentro de Estancia La Caledonia. Estación de Monitoreo 32.

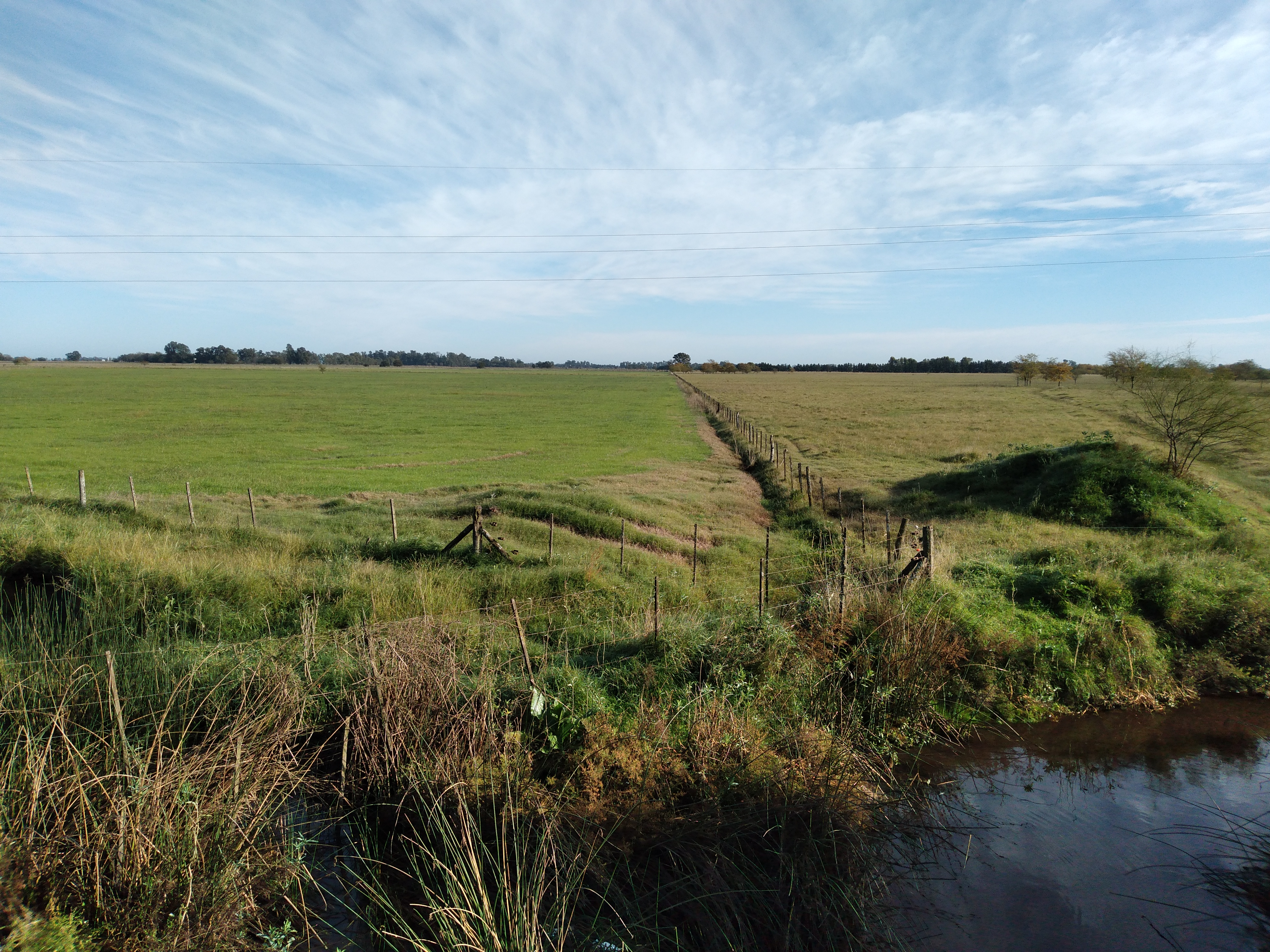
Tributario del arroyo Rodríguez, cruce con Ruta Provincial N.º 48. Sitio ubicado aguas abajo de Zona Industrial de Gral. Las Heras. Estación de Monitoreo 42.

En su primer tramo, el río atraviesa un paisaje rural de pastizales donde se desarrollan actividades agropecuarias como la cría de ganado, vacas, cerdos y ovejas, así como la avicultura. Muchos establecimientos se dedican a pasturas y plantación de cereales, la gestión de tambos y la producción de alimentos. Este sector de la Cuenca comprende un área vinculada por arroyos al río Matanza extendida en buena parte de los partidos de Cañuelas, General Las Heras y Marcos Paz, donde se ubican sus principales centros de población.
En la Cuenca Alta se desarrollan numerosas actividades turísticas y culturales vinculadas al campo. Las estancias Santa Elena, La Señalada y La Eloísa, entre otras, en General Las Heras, ofrecen alojamiento y gastronomía para sus visitantes. En Estaban Escheverría se celebra anualmente el Encuentro de Centros Tradicionalistas y en Marcos Paz la Fiesta Regional del Jamón, por nombrar algunos de los eventos y sitios de interés vinculados a las tradiciones rurales de la zona.

#### Cuenca media

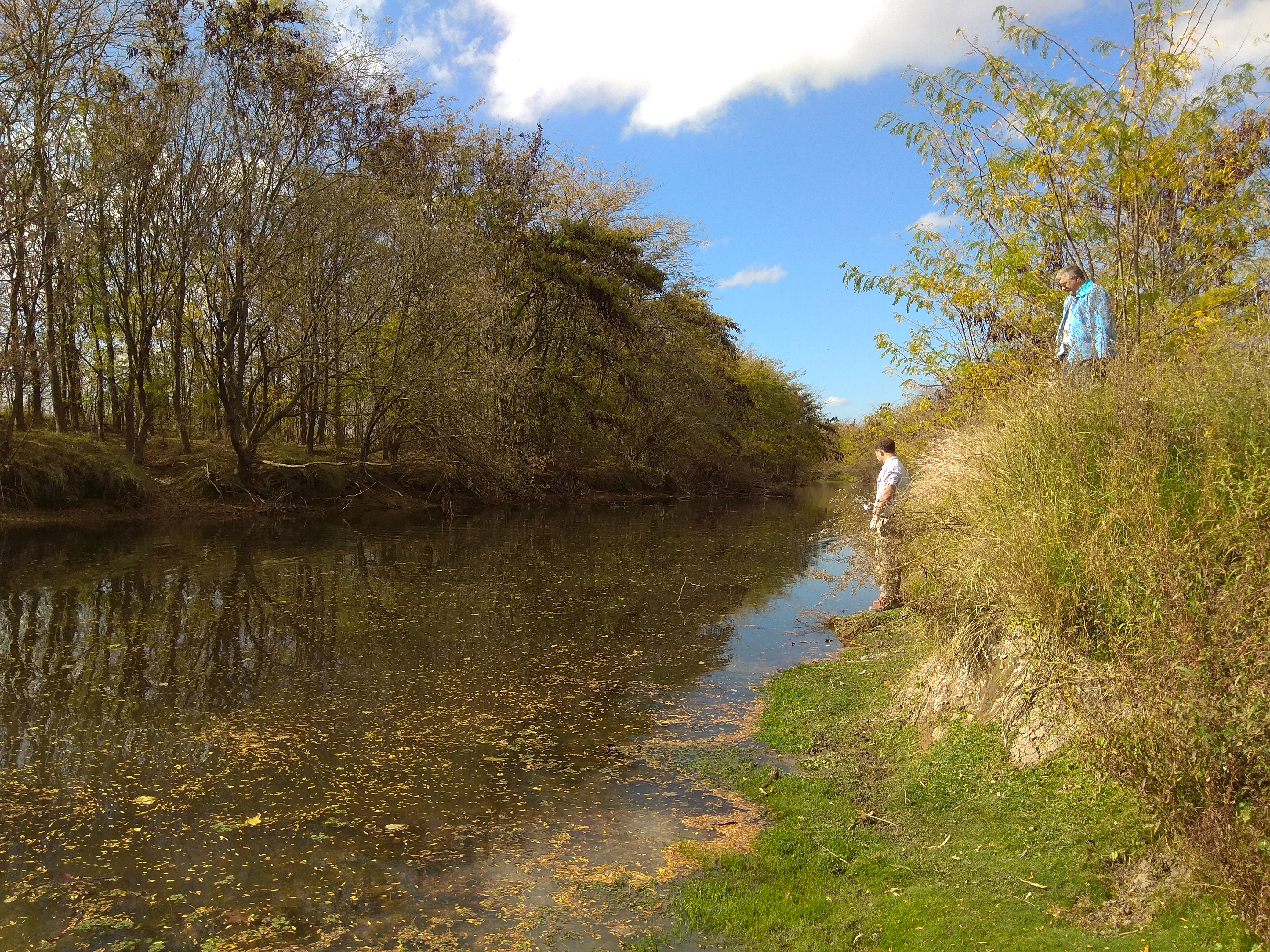
Arroyo Morales, en estancia La Candelaria. Acceso por calle Querandíes. (Virrey del Pino, La Matanza). Estación de Monitoreo 46.

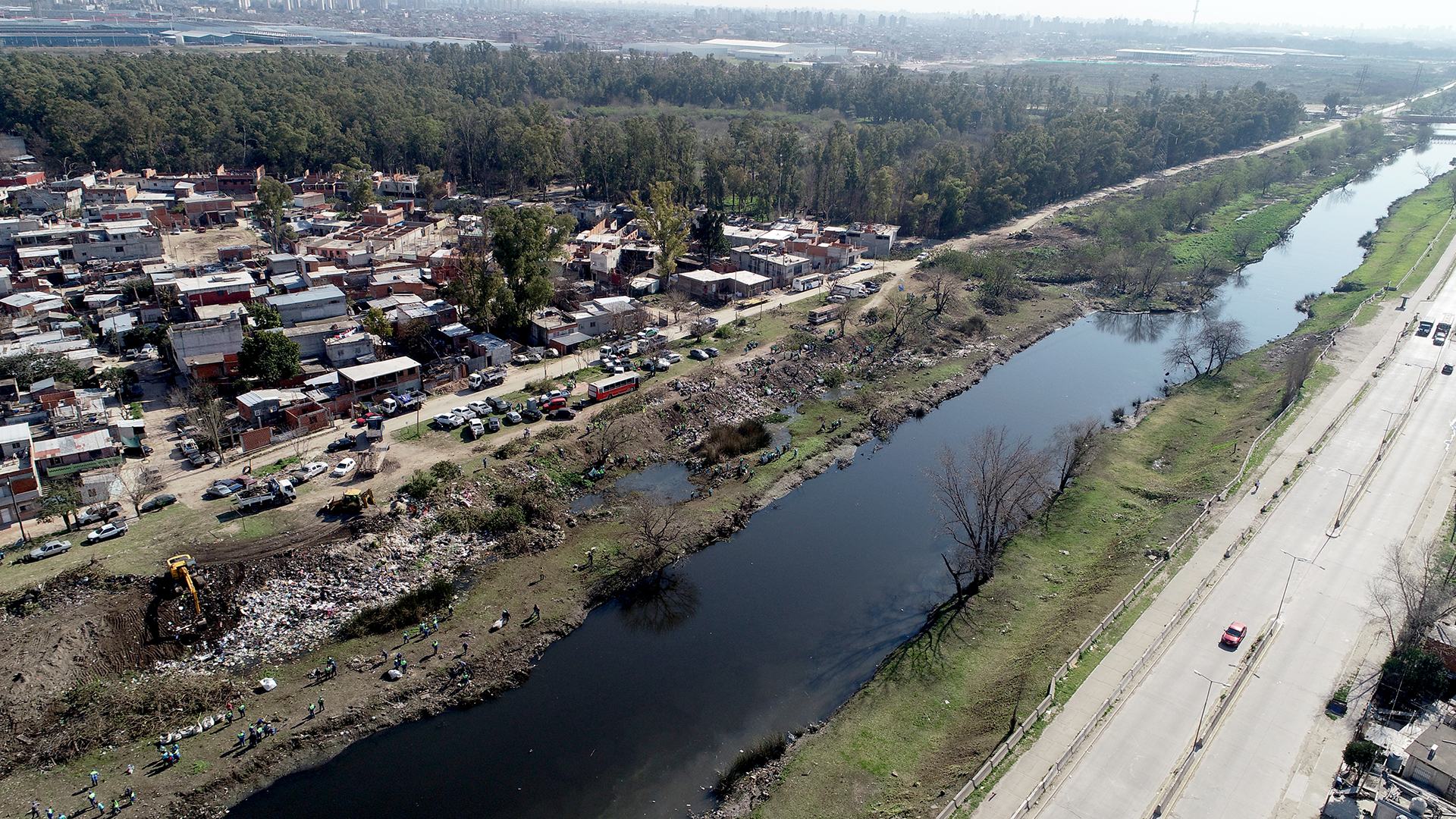
Gestión de Residuos: Limpieza de Ribera Norte - La Matanza - Provincia de Buenos Aires 2018

A partir de ese momento, el río se introduce en un área de población cada vez más densa, donde el paisaje rural da lugar a centros urbanos y de producción concentrada en fábricas, talleres y parques industriales. Este sector se conforma en su mayor parte por los municipios de La Matanza, Ezeiza, Esteban Echeverría y Lomas de Zamora.  
En ellos conviven áreas urbanizadas, con barrios de baja densidad y también grandes extensiones de campo todavía sin incorporar a la trama urbana, dentro de los cuales se hallan áreas naturales como la Reserva Natural de Laguna de Rocha en Esteban Echeverría y los Bosques de Ezeiza.  
Este tramo del río Matanza entre Ezeiza y la Av. General Paz hoy presenta poco uso público, pero desde los años '40 conformó un eje de áreas naturales destinadas al ocio popular, como el Centro Recreativo Ezeiza, con sus piletas y áreas de pícnic a orillas del río, creado por el Estado Nacional. Siguiendo el río, entre Ingeniero Budge (Lomas de Zamora) y Villa Celina (La Matanza) en esos años diversos sindicatos y clubes crearon piletas de agua salada y centros deportivos utilizados hasta los años '80, cuando fueron clausurados por problemas de contaminación. 
Hoy este sector perdió muchos de sus predios dedicados al ocio y, salvo en los Bosques de Ezeiza, no incorpora las márgenes del río como espacio público accesible. Desde los años '90 en Ingeniero Budge sobre el río Matanza, funciona la feria de productos textiles conocida como La Salada, una de las más grandes de Latinoamérica.
A la altura de los Bosques de Ezeiza inicia el tramo rectificado del río que continúa hasta la altura de Puente Alsina en la Ciudad de Buenos Aires. Esta construcción de un canal rectificado fue realizada por el Estado Nacional en obras exendidas hasta los años '40, destinadas a crear una vía de navegación comercial que nunca llegó a implementarse y finalmente fue abandonada.  
Las obras de canalización del río también fueron fundamentales para contener las inundaciones periódicas. Gracias a estas obras fue posible el avance de la urbanización en las zona de desborde del río en la zona sur de la Ciudad de Buenos Aires (Villa Soldati, Villa Lugano, Villa Riachuelo) así como en Lanús y Lomas de Zamora, en la Provincia.

#### Cuenca Baja

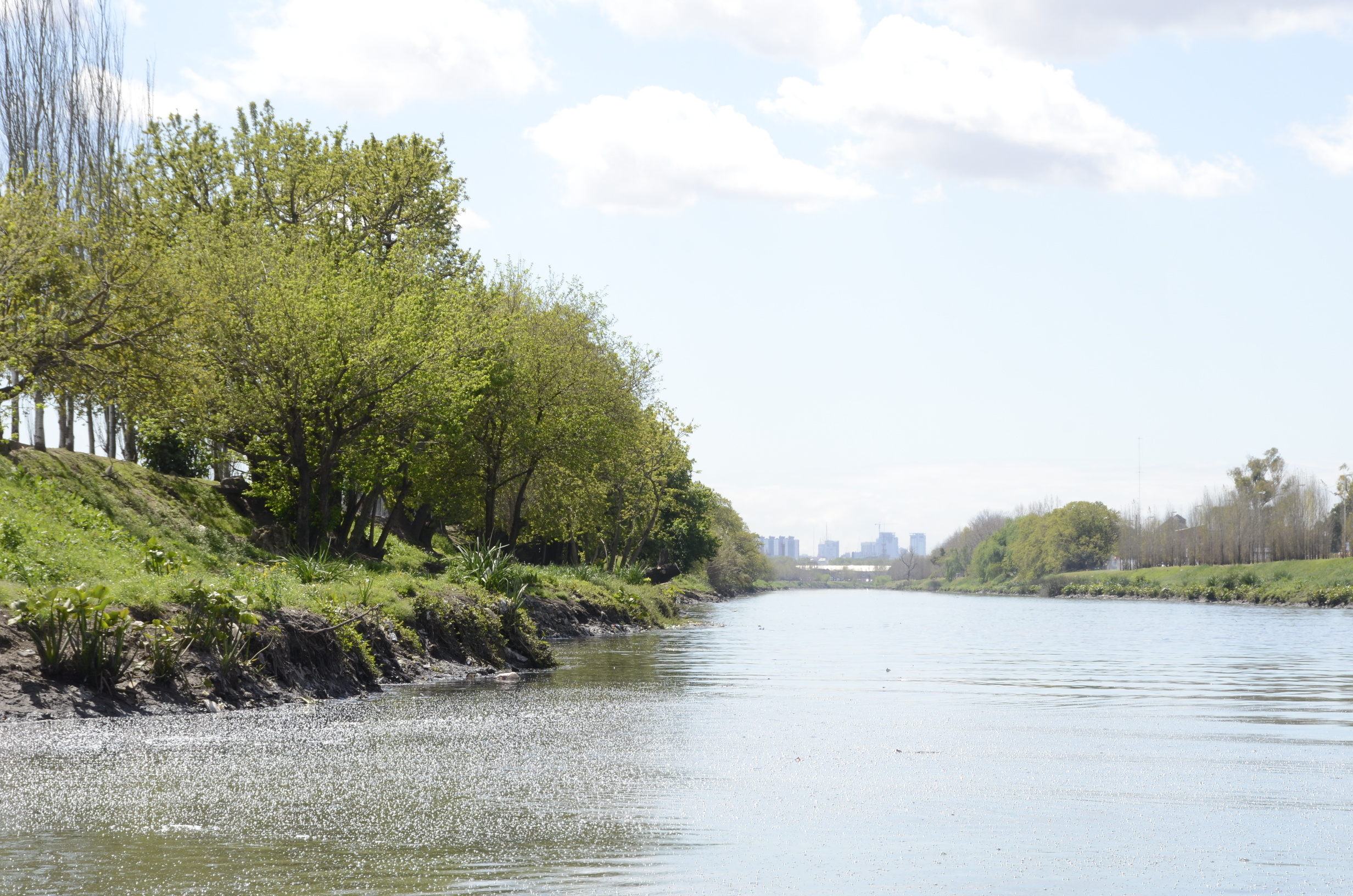
Paisajes de la Cuenca Baja. Vistas de Puente Alsina hacia el Arroyo Cildañez. 2013

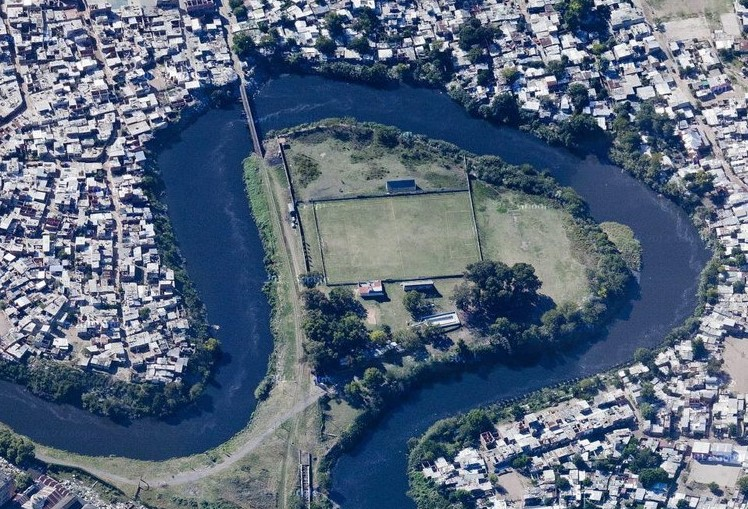
Paisajes de la Cuenca Baja. Meandro de Brian, donde se ubica el Club Victoriano Arenas, en la zona de Piñeyro, Avellaneda, a la altura de Barracas en la Ciudad de Buenos Aires.

Después de cruzar el puente La Noria, a la altura de la avenida General Paz, el río Matanza pasa a llamarse Riachuelo. 
Este tramo del río separa la Ciudad de Buenos Aires de los Municipios de Lomas de Zamora, Lanús y Avellaneda. Sobre la margen izquierda de la Ciudad, se despliegan grandes espacios verdes como el parque Ribera Sur y la Reserva del Lago Lugano. Estas áreas formaban parte de la extensa zona de bajos y lagunas conocida hasta mediados del siglo XX como los Bañados de Flores, donde permanentemente se desebordaba el Riachuelo. 
Desde principios de siglo esta zona sur de la Ciudad fue el centro de diversos proyectos de diseño urbano, como el Gran Parque del Sur pensado como un espacio verde público análogo a los Bosques de Palermo, que proponía integrar la Ciudad con la Provincia a través de áreas naturales ubicadas a lo largo de la orilla del río Matanza. Estos proyectos finalmente fueron abandonados.
En su lugar se realizaron distintas obras de menor escala. A lo largo del río corre la avenida 27 de Febrero, que incluye un estrecho sendero peatonal en la margen arbolada del río. Sobre este tramo hoy se ubican el Autódromo Manuel Gálvez y el predio deportivo de la Villa Olímpica. El lago Lugano y la laguna ubicada dentro del Autódromo fueron excavadas sobre los antiguos meandros del Riachuelo durante las obras de rectificación, y son restos de aquella morfología natural. El Cauce Viejo del Riachuelo, en el parque Ribera Sur, es el último tramo del curso natural del Riachuelo en la Ciudad, que avanza a lo largo de 800m en un área verde.
Del lado de Provincia, en la otra margen, se ubica el barrio de Villa Fiorito, en Lomas de Zamora, lugar de nacimiento de Diego Armando Maradona.
El Riachuelo sigue adelante ingresando a Lanús y el barrio de Pompeya en la Ciudad a partir del Puente Alsina. El paisaje se vuelve cada vez más denso en sus edificaciones, en un sector a orillas del Riachuelo donde se encuentran algunas fábricas emblemáticas de la industria argentina, como la TAMET y Fabricaciones Militares.  
Desde el Puente Alsina, las márgenes del río presentan una vegetación abundante  en arbustos y árboles, recuperadas como espacio público.  
A la altura de Barracas, el río atraviesa la Villa 21 - 24, una de las más gandes de la Ciudad de Buenos Aires. Desde el Puente Pueyrredón Viejo el río ingresa a la antigua área portuaria, donde se observan depósitos, barracas y fábricas, así como grandes galpones de astilleros, pertenecientes a la época de esplendor del Riachuelo. Tras atravesar el Puente Ferroviario de la Barraca Peña, el río ingresa al tramo más conocido por los visitantes de Buenos Aires, correspondiente al barrio de la Boca, Caminito y el Puente Transbordador.  
La desembocadura del Riachuelo se abre finalmente en el Río de la Plata, desde donde también se accede a los dos canales de ingreso al puerto de Dock Sud, en la Provincia, y al Puerto Madero, en la Ciudad. Este sector es conocido como el Antepuerto o Cuatro Bocas.

## Hidrología
La cuenca del Matanza Riachuelo drena hacia el Río de la Plata, lo que hace que esté sujeta al efecto de las mareas.  
Limita al noroeste con la cuenca del río Reconquista, al sudoeste con la cuenca del río Salado, al sudeste con las cuencas del río Samborombón y de la vertiente del Río de la Plata superior, y al noreste con el Río de la Plata, donde desemboca.
Aguas abajo del puente de la Noria, donde el curso principal cambia el nombre de Matanza por el de Riachuelo, este forma el límite entre la Ciudad Autónoma de Buenos Aires y los partidos provinciales de Lomas de Zamora, Lanús y Avellaneda.  
A lo largo de la cuenca baja y media se producen frecuentes inundaciones, cuyos principales afectados son los asentamientos informales. Las inundaciones tienen dos causas naturales principales: las sudestadas, las precipitaciones y la pendiente natural del río, que se suman a la falta de impermeabilidad de los suelos debido a la urbanización y a la ausencia de infraestructura urbana que permita el drenaje del agua.
La Autoridad de Cuenca Matanza Riachuelo realiza un mapa de peligro y vulnerabilidad que permite tomar decisiones y gestionar el riesgo frente a estas inundaciones.

## Biodiversidad

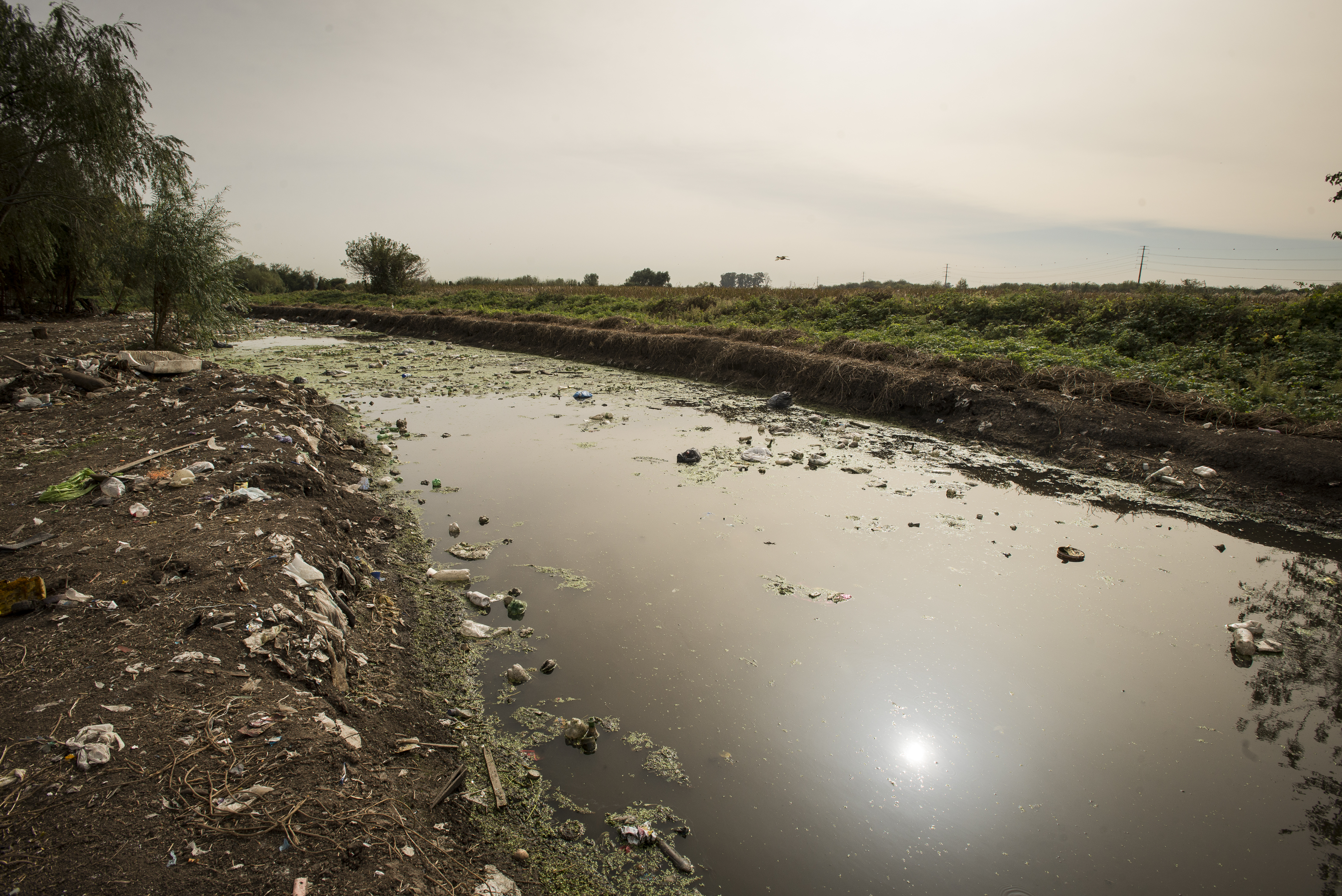
Un arroyo contaminado en la Reserva Natural Integral y Mixta Laguna de Rocha, Esteban Echeverría - Provincia de Buenos Aires

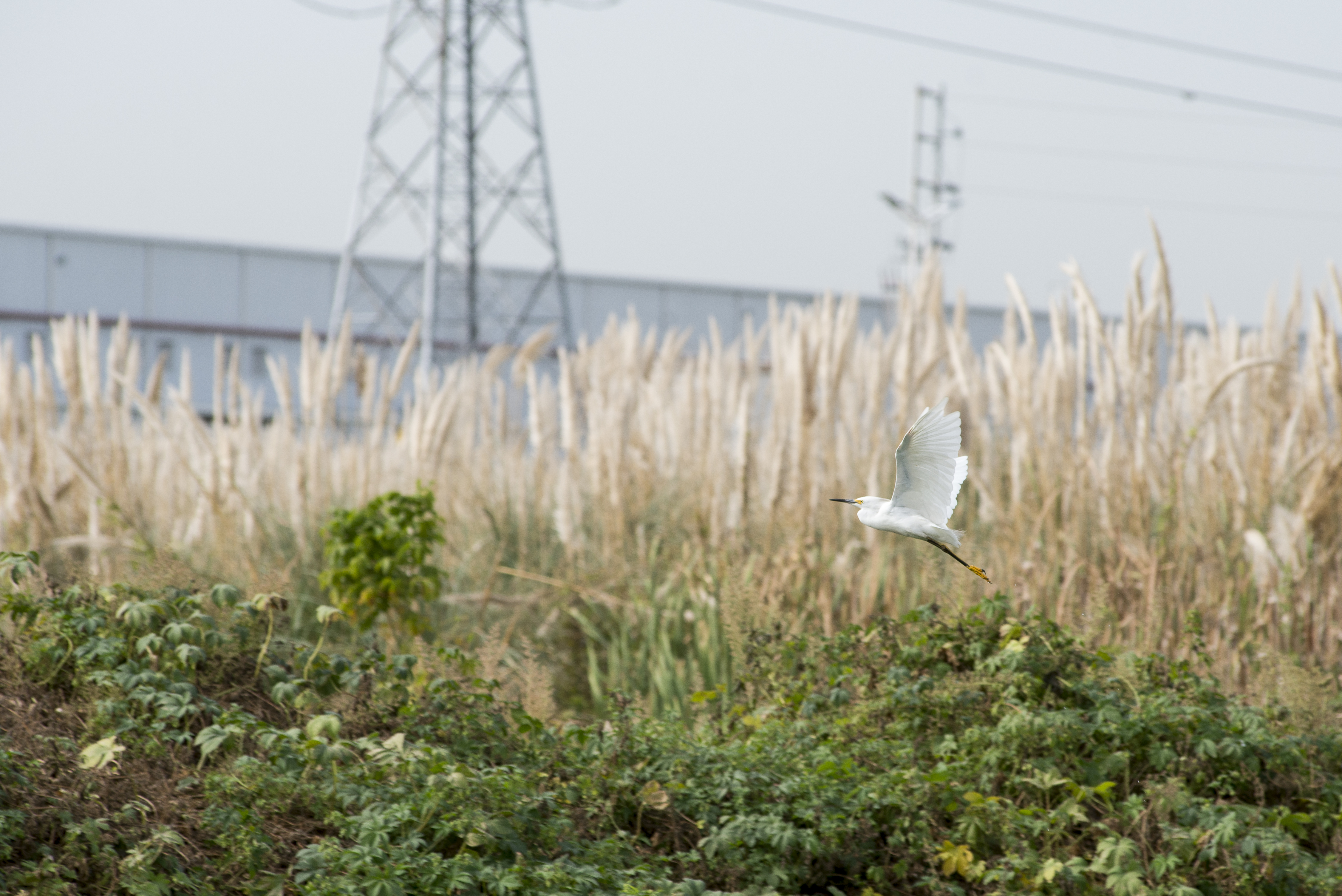
Reserva Natural Integral y Mixta Laguna de Rocha, Esteban Echeverría - Provincia de Buenos Aires

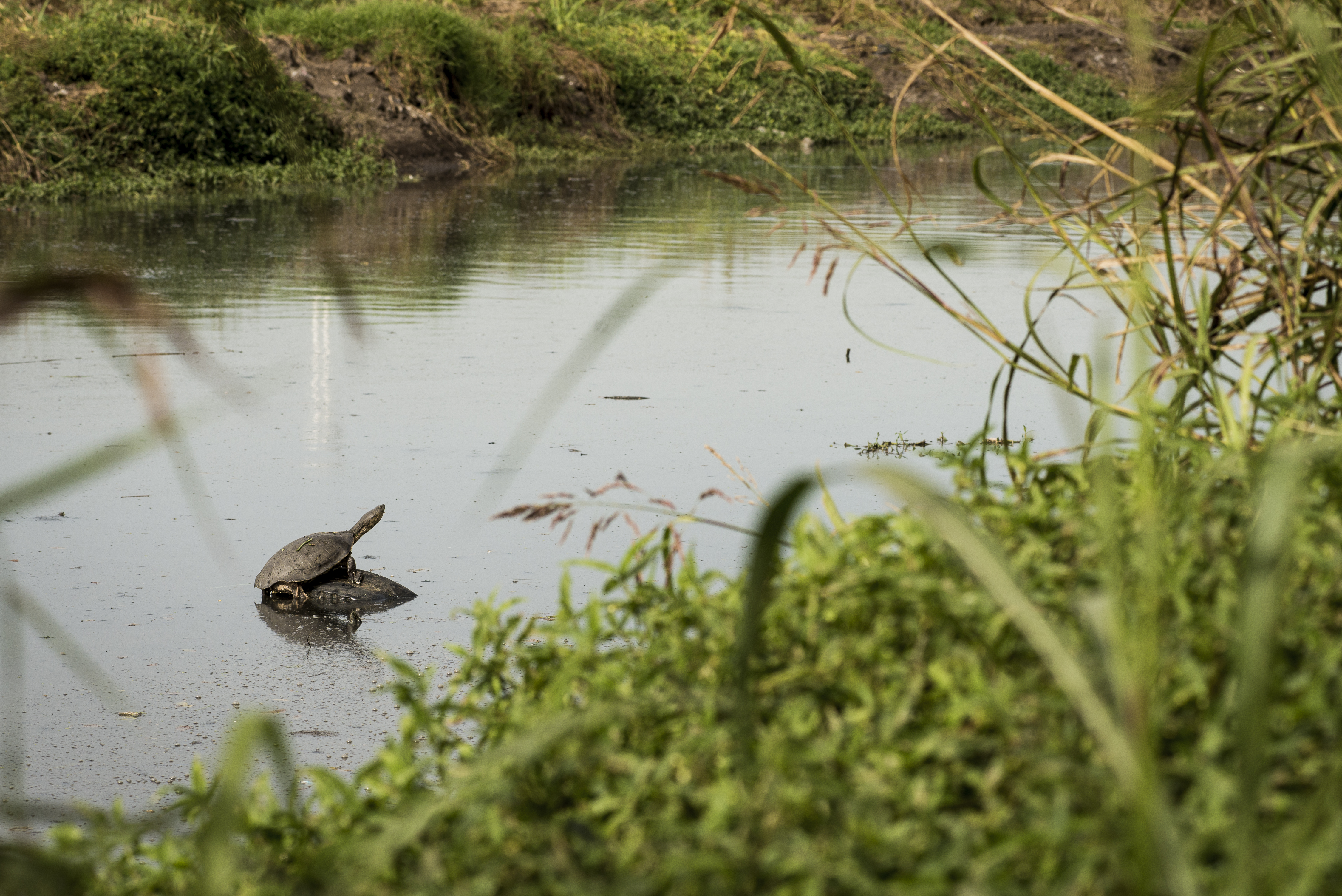
Reserva Natural Integral y Mixta Laguna de Rocha, Esteban Echeverría - Provincia de Buenos Aires

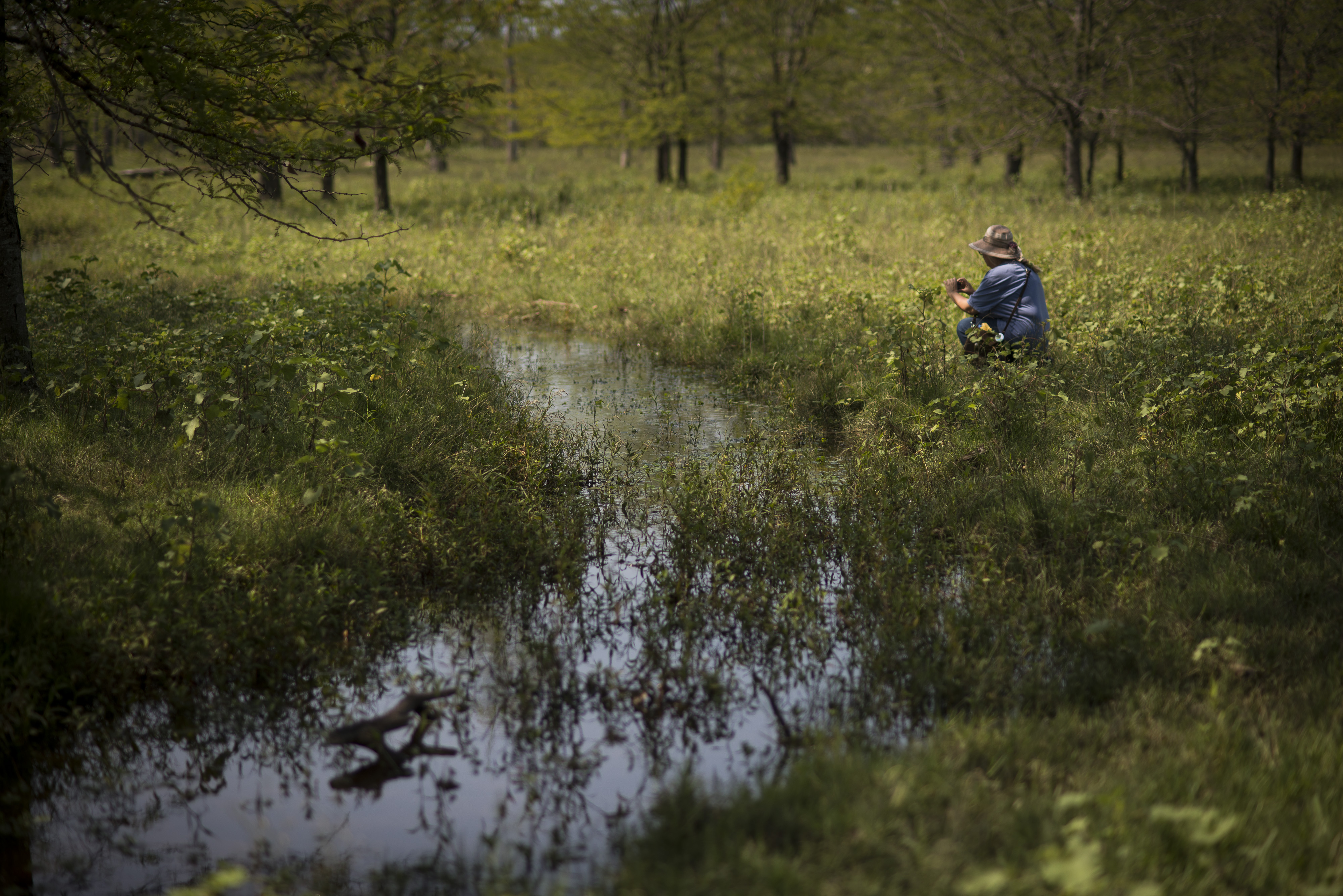
Reserva Natural de Ciudad Evita, La Matanza - Provincia de Buenos Aires

La Cuenca Matanza Riachuelo comprende amplias extensiones de áreas naturales a lo largo de las orillas del curso principal y sus arroyos, con una presencia importante de flora y fauna nativa.
Entre la vegetación nativa de la Cuenca, podemos mencionar el sauce criollo, el junco, la cortadera, el tala y el ceibo Ibirá-Iputezúo. 
En cuanto a la fauna, podemos encontrar diversas especies de aves como el biguá, el taguató y la garza blanca, que son buenas indicadoras del estado del ambiente. 
Otras especies de animales que podemos encontrar son mamíferos como el zorro gris pampeano y el coipo, y reptiles como el lagarto overo y la tortuga cuello de serpiente.

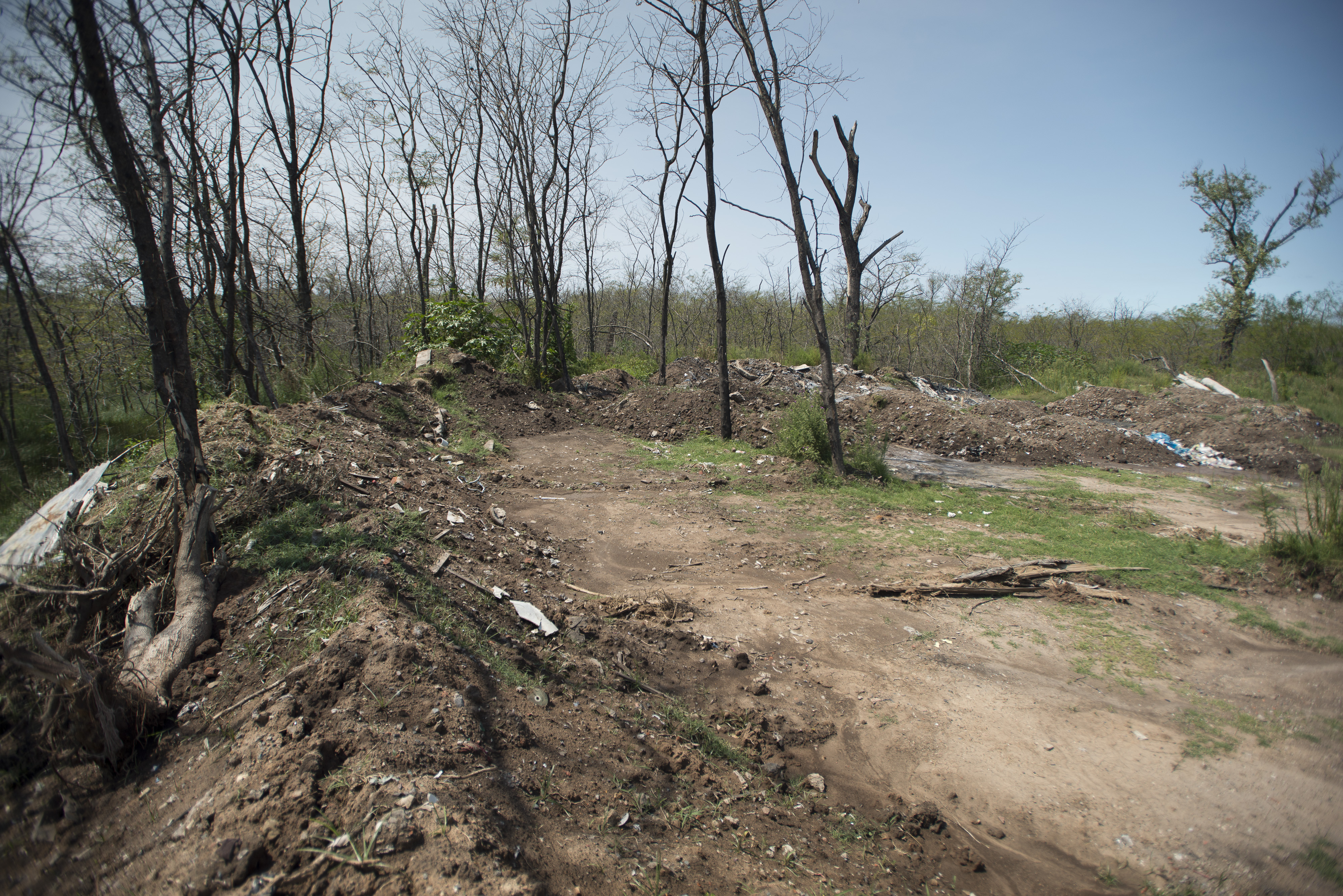
Rellenos clandestinos que dañan el ambiente en la Reserva Natural de Ciudad Evita, La Matanza - Provincia de Buenos Aires

### Humedales
En la Cuenca Matanza existen diversas áreas naturales protegidas por su biodiversidad. 

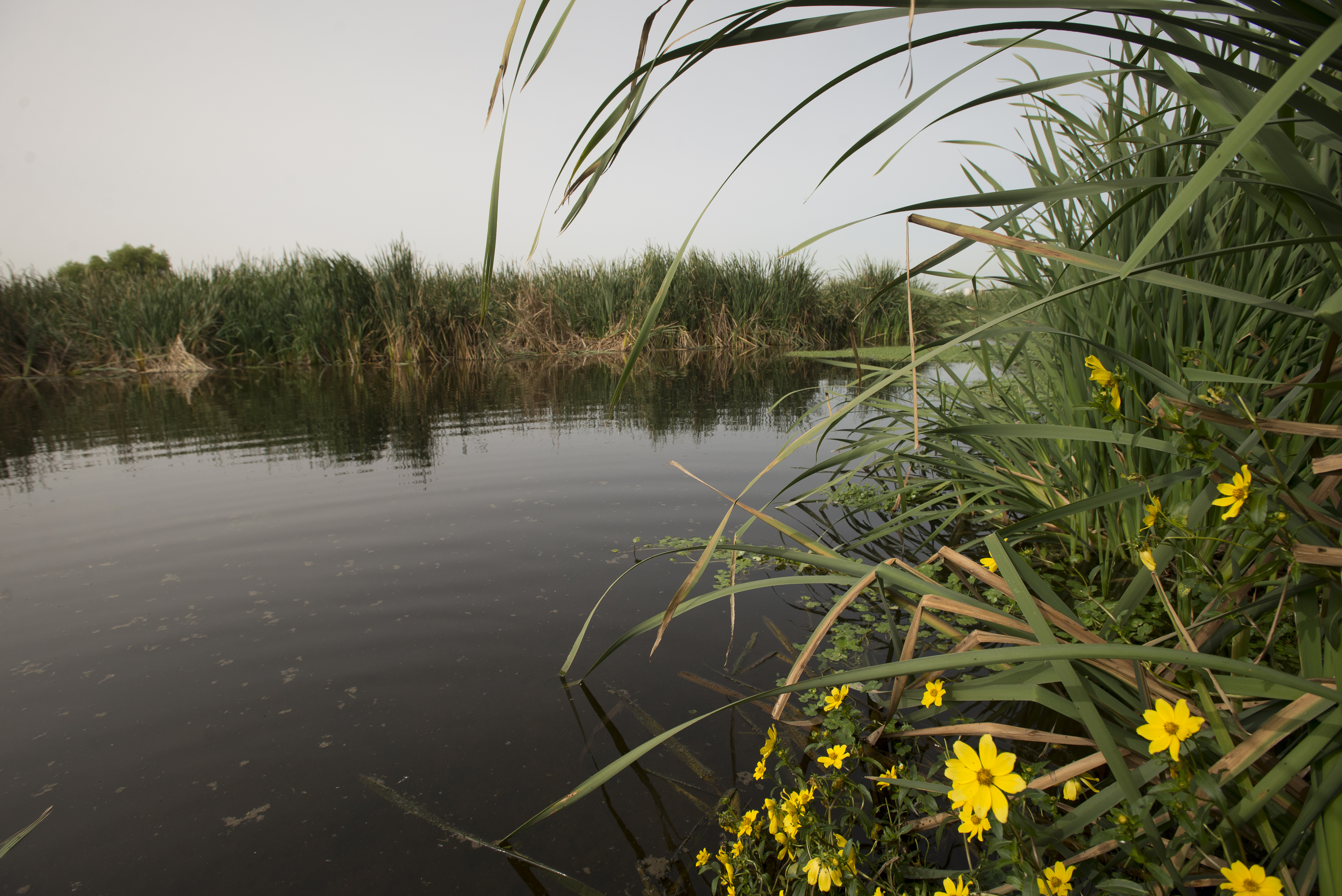
Reserva Natural Integral y Mixta Laguna de Rocha, Esteban Echeverría - Provincia de Buenos Aires

En febrero de 2019, ACUMAR celebró un convenio con el Consejo Nacional de Investigaciones Científicas y Técnicas (Conicet) para realizar en forma conjunta el Inventario de Humedales de la Cuenca Matanza Riachuelo con el objetivo de delimitarlos, caracterizarlos y tipificarlos, como herramienta para el ordenamiento ambiental del territorio y la gestión sustentable de estas zonas.
Este proyecto se enmarca en el Inventario Nacional de Humedales, proceso iniciado por la Secretaría de Ambiente y Desarrollo Sustentable de la Nación en el año 2016.
En este caso ACUMAR brinda apoyo a través de la gestión y asistencia en el desarrollo de planes de manejo, planes de educación ambiental y monitoreos. Además, se detectaron zonas que aún no tienen una protección efectiva en el territorio, por lo que ACUMAR acompaña y apoya gestiones para su designación y protección en el futuro cercano.

### Áreas protegidas o a proteger de la Cuenca
Si bien la Cuenca Matanza Riachuelo es una unidad ambiental altamente impactada por las diversas actividades antrópicas desarrolladas en su territorio, mantiene aún algunos componentes biológicos originarios.
Las áreas de protección ambiental son zonas identificadas dentro de la Cuenca Matanza Riachuelo que fueron priorizadas para tomar acciones concretas de conservación y gestión, debido a la presencia de biodiversidad en ellas.
No se trata solo de áreas que ya formalmente protegidas, sino de otras que por distintos aspectos ecológicos, arqueológicos, paleontológicos, hídricos o como espacios verdes de esparcimiento o recreación ciudadana, se consideran de interés para su conservación. 
Hasta el momento se cuentan once áreas prioritarias para la conservación de la biodiversidad. De estas, algunas ya tienen una figura legal formal de protección (dentro de alguna de las Categorías de los Sistemas de Áreas Protegidas) y otras son humedales en su mayor extensión.
Las áreas formalmente protegidas son:
- Reserva Natural Municipal Santa Catalina (Lomas de Zamora)
- Reserva Natural Provincial Santa Catalina (Lomas de Zamora)
- Reserva Natural, Integral y Mixta Laguna de Rocha (Esteban Echeverría)
- Reserva Natural Bosques de Ciudad Evita (La Matanza)
- Reserva Natural Urbana de Morón (Morón)
- Reserva Lagunas de San Vicente (San Vicente)
- Reserva Paleontológica "Francisco P. Moreno" (Marcos Paz)
- Reserva Ecológica Lago Lugano (Ciudad Autónoma de Buenos Aires)

Existen otras áreas naturales protegidas muy cercanas a la Cuenca, como la Guardia del Juncal de Cañuelas.
Otras áreas no se hallan reconocidas legalmente pero son gestionadas como espacios verdes (Centro Recreativo Nacional Bosques de Ezeiza), o son propuestas como áreas a proteger por distintos grupos de vecinos y activistas: Aeródromo de Laferrere (La Matanza), Cauce Viejo del Riachuelo (Ciudad de Buenos Aires), el Camino de las Flores (Almirante Brown), entre otras.

## Contaminación
Según el Plan Integral de Saneamiento de la Cuenca Matanza Riachuelo (PISA, 2010), la contaminación del río proviene de tres fuentes principales: 
a) la actividad industrial y de otros establecimientos productivos sin tratamiento adecuado de sus efluentes; 
b) los líquidos cloacales producidos por viviendas sin conexión a una red de saneamiento, y 
c) los residuos sólidos urbanos de origen domiciliario.
Estos procesos afectan al curso principal del río a través de los líquidos contaminados aportados por actividades realizadas en sus inmediaciones, pero también en las inmediaciones de las decenas de arroyos, cloacas y pluviales que desembocan en el curso principal del río, con su propia carga de contaminantes.
Según el PISA la degradación ambiental de la Cuenca es el resultado de "un proceso de desarrollo no planificado que trajo a su vez como consecuencia un crecimiento urbano incompatible con su entorno inmediato, desde las primeras poblaciones hasta la actualidad".

### Industrias y otros establecimientos productivos
En la Cuenca Media y Alta la mayor parte de los contaminantes provienen de la producción animal en corrales o galpones, y de plantas elaboradoras de productos lácteos y de la agricultura, a los que se suman algunas industrias, principalmente frigoríficos y curtiembres que vuelcan en el río, sin tratar, la mayor parte de sus efluentes.  
En la Cuenca Baja, existen diversas actividades productivas e industriales que generan efluentes contaminantes. Entre las más importantes puede mencionarse a las curtiembres, los talleres de galvanoplastia, siderúrgicas, fabricación de alimentos, plásticos, lavaderos industriales, elaboración de productos químicos para el hogar, detergentes, jabones, productos cosméticos, etc.
En 2022, según ACUMAR existen 5.368 establecimientos productivos empadronados en la Cuenca; 1.435 fueron identificados como Agentes Contaminantes; de estos, 706 ya fueron readecuados para dejar de contaminar.

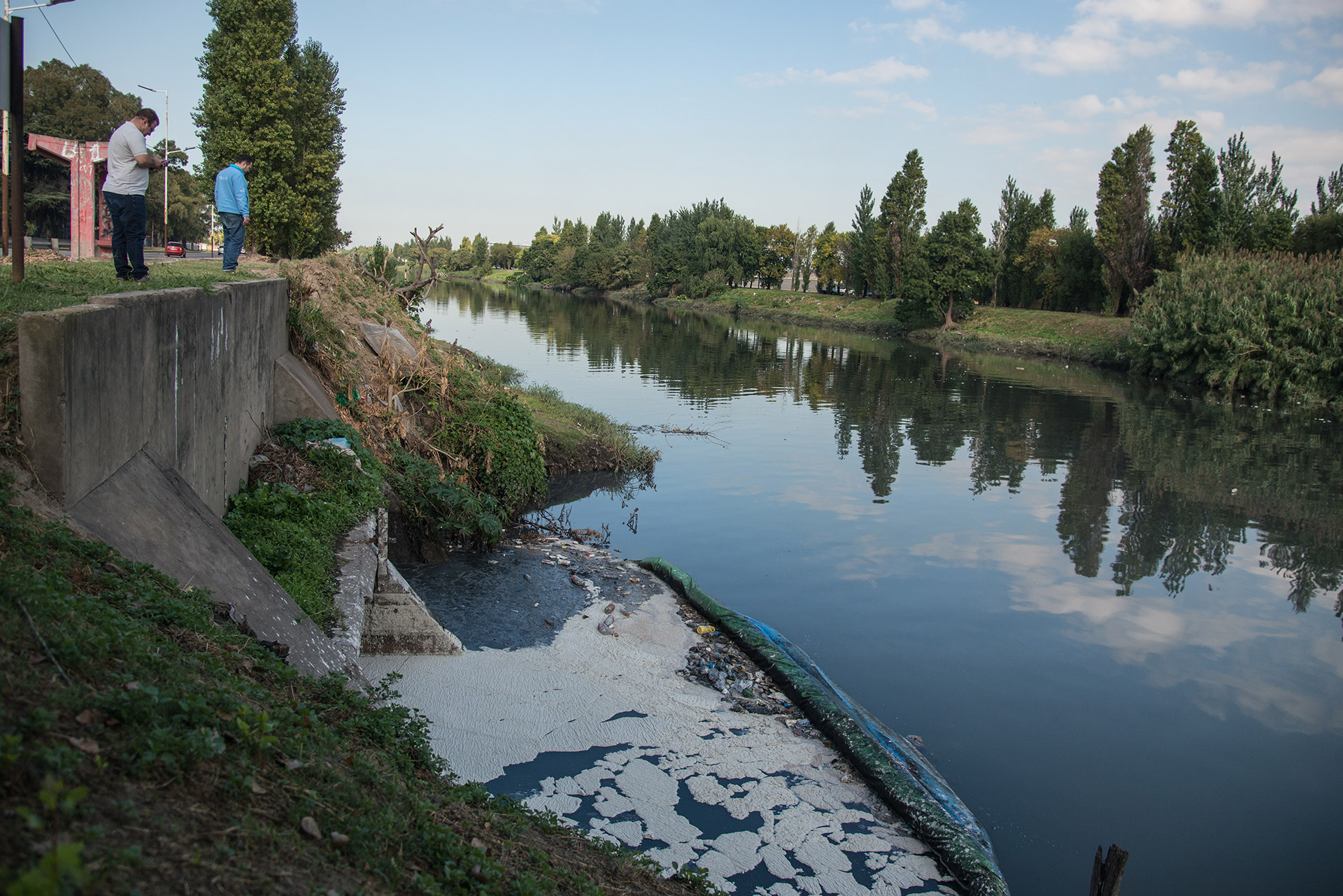
Control Industrial - Ärea de Fiscalización de ACUMAR

### Cloacas y otras fuentes de materia orgánica
La contaminación orgánica es uno de los aportes de contaminación más grandes recibidos por el río a lo largo de su recorrido. 
Esta se origina, sobre todo, en las aguas cloacales domésticas del área urbana sin cobertura de la red de saneamiento, que escurren a través de conexiones precarias, ya sean dirigidas directamente al curso principal del río, o que desagotan a través de pozos ciegos, donde los líquidos escurren, a su vez, a las napas de agua subterráneas, desde donde también desagotan en el curso principal.
El exceso de materia orgánica recibido por el río produce el descenso de los niveles de concentración de oxígeno en el agua, debido a una sobrecarga de materia orgánica en el agua que al descomponerse naturalmente, termina por consumir por completo su oxígeno.
Esto impide el desarrollo natural de su ecosistema por la incapacidad de albergar la vida acuática, salvo excepciones como las tortugas.
Además de las cloacas, también aportan desechos orgánicos los establecimientos agropecuarios intensivos de la Cuenca Media y Alta como feedlots, tambos y granjas de pollos.
Por este motivo, en la Cuenca Media y Baja el agua se encuentra en un estado de anoxia, es decir, se miden valores cercanos a cero miligramos de oxígeno por litro de agua, donde la vida acuática se vuelve imposible.

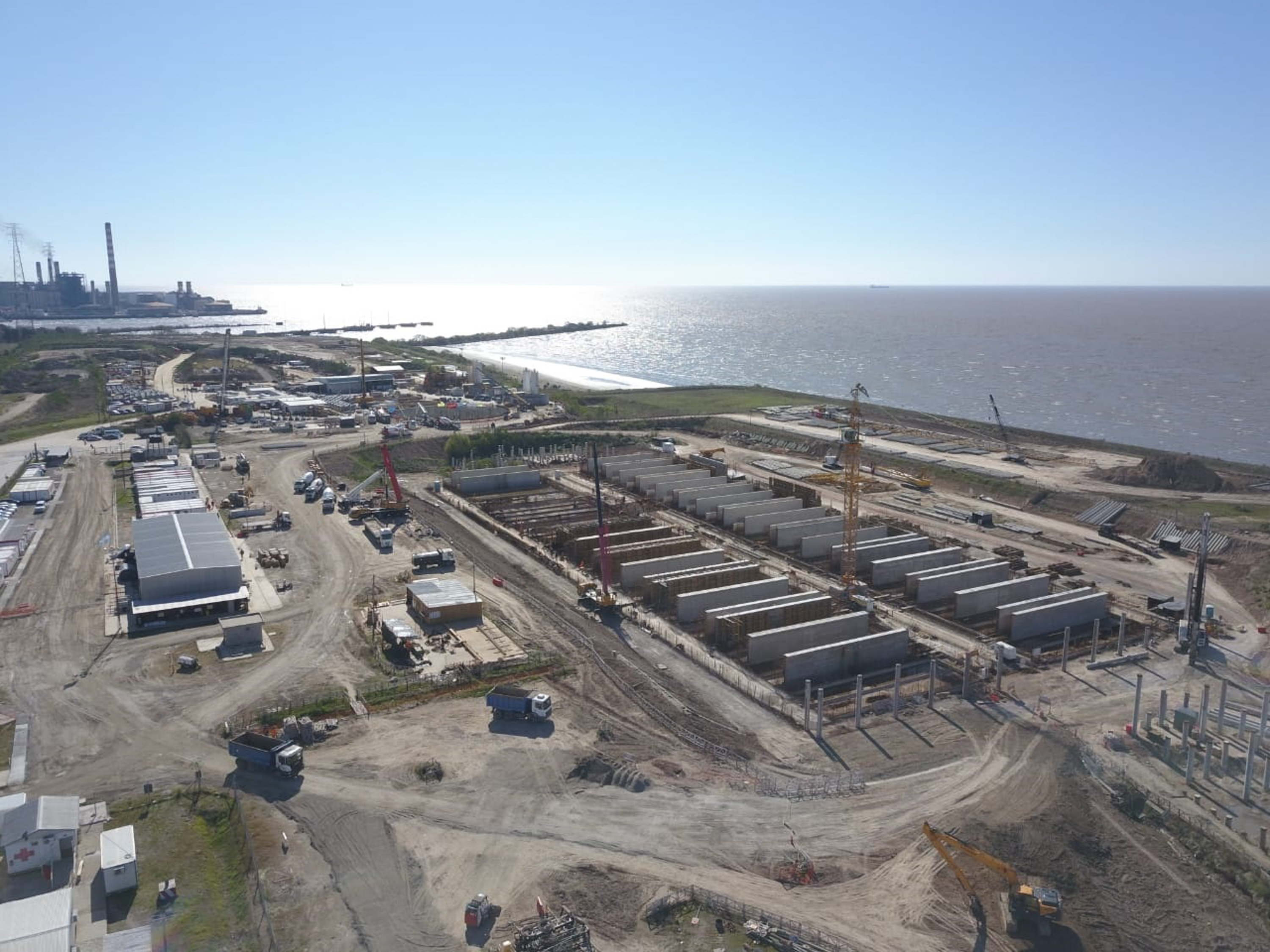
Sistema Riachuelo en construcción: Planta de PreTratamiento de líquidos cloacales en Dock Sud y Mega Colector Margen Izquierdo. Municipios de la Cuenca beneficiaodos: Avellaneda, Ciudad de Buenos Aires, Lanús, Lomas de Zamora, La Matanza, Esteban Echeverría, Morón

### Residuos sólidos urbanos
Los residuos generados como consecuencia de las actividades que se desarrollan en el territorio constituyen otra fuente de contaminación que se ve agravada a partir de la disposición incorrecta de los mismos en el territorio. 
Actualmente, se generan aproximadamente 10.000 toneladas de residuos por día en la Cuenca Matanza Riachuelo.
En la zona periurbana, la aparición de basurales a cielo abierto aporta compuestos orgánicos provenientes de residuos domésticos, también sintéticos y otros ajenos a los sistemas biológicos (llamados xenobióticos), presentes en detergentes, emulsionadores y conservantes.
Estos residuos mal dispuestos en basurales a cielo abierto a lo largo del territorio, aportan residuos al curso de arroyos y el curso principal del río, arrastrados por la lluvia y el viento, y transportados por canales, pluviales y cloacas. También, generan una filtración de agua de lluvia contaminada por la basura a través de las napas subterráneas que, a su vez, aportan contaminantes a los cursos de la Cuenca.
En 2018, ACUMAR cerró el último de los macrobasurales (más de 5 hectáreas) de los existentes en los Municipios de la Cuenca, que recibía hasta 1200 toneladas de residuos por mes.

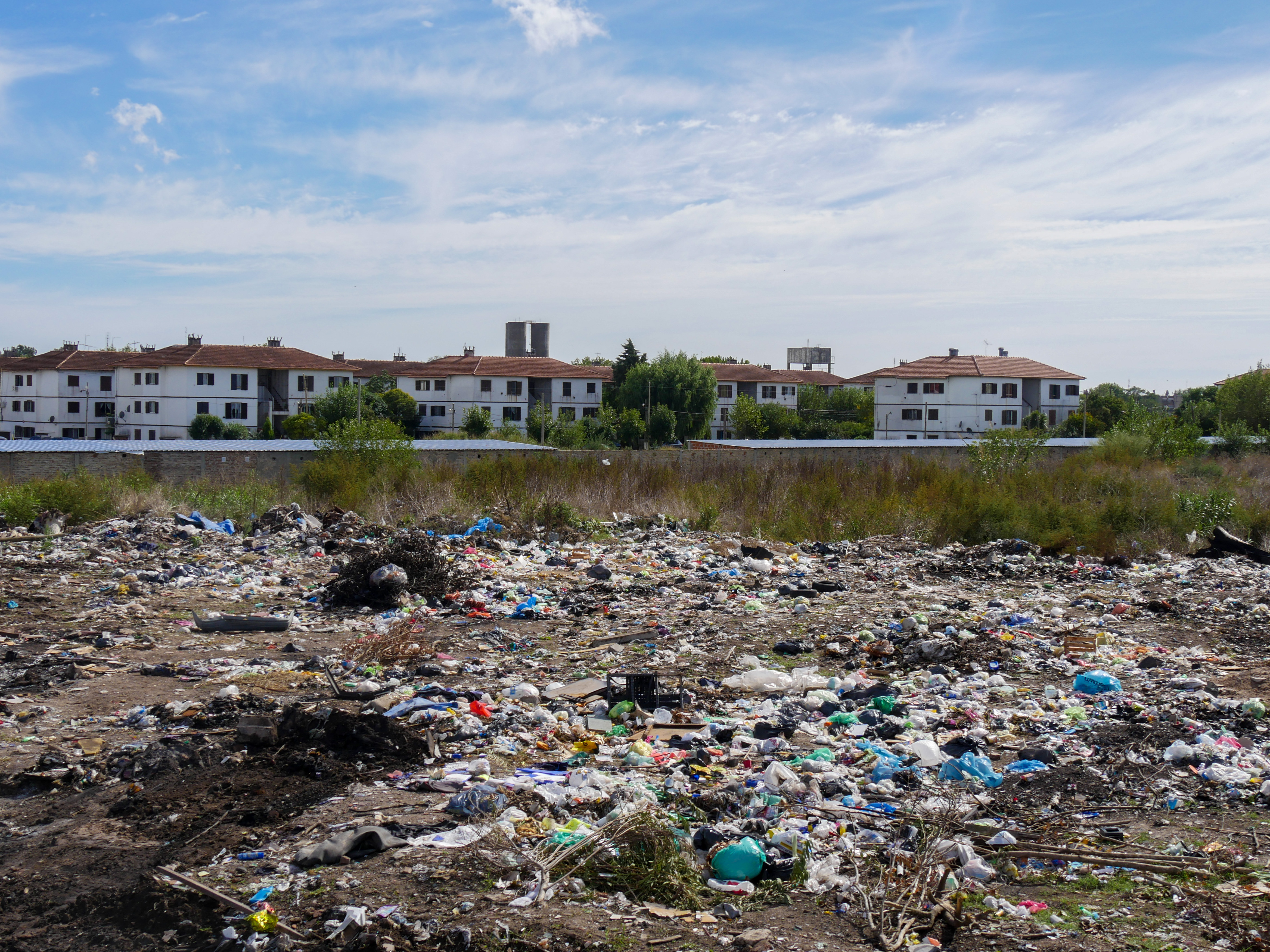
Limpieza de Márgenes: Almirante Brown - Provincia de Buenos Aires 2018

## Plan de Saneamiento: la Causa Mendoza
El inicio del proceso de saneamiento de la Cuenca Matanza Riachuelo se dio en el marco de la Causa Mendoza, uno de los procesos judiciales por temas ambientales de mayor alcance del país, tomado como referencia a nivel nacional e internacional.
La Causa dio lugar a la condena judicial en materia ambiental más profunda de la historia argentina dictada contra el Estado Nacional y las empresas responsables de la contaminación. 
Y obligó al Estado Nacional, entre otras cosas, a iniciar un proceso de saneamiento extendido mucho más allá del ámbito original afectado por la demanda (Dock Sud), para abarcar el territorio completo de la Cuenca Matanza Riachuelo, entendida como un sistema natural integrado.

### Origen de la Causa
En julio de 2004 un grupo de vecinos de la Provincia de Buenos Aires y la Ciudad Autónoma de Buenos Aires —entre los cuales se hallaba Beatriz S. Mendoza, cuyo nombre encabeza el expediente—, presentaron una acción judicial contra el Estado Nacional, la Provincia de Buenos Aires, la Ciudad Autónoma de Buenos Aires y 44 empresas reclamando daños y perjuicios sufridos a causa de la contaminación de la Cuenca Matanza-Riachuelo. 
Asimismo, solicitaron la recomposición del ambiente y una serie de medidas cautelares a fin de asegurar el objeto de la demanda.  
El 20 de junio de 2006, la Corte Suprema de Justicia de la Nación Argentina se declaró competente en el juicio por el daño ambiental de incidencia colectiva sobre la Cuenca Matanza Riachuelo. 
Al mismo tiempo, la Corte se declaró incompetente para proseguir el proceso por los daños individuales de cada uno de los vecinos afectados, a los que recomendó concurrir a los jueces de cada lugar donde habitan, para obtener las indemnizaciones por sus daños individualizados.
Así comenzó el juicio conocido como Causa Mendoza, en el cual se aceptó la participación como terceros tanto de la Defensoría del Pueblo de la Nación como de varias organizaciones (Fundación Ambiente y Recursos Naturales, Asociación de Vecinos de La Boca, Centro de Estudios Legales, Fundación Greenpeace Argentina, Fundación Metropolitana, entre otras).

### Creación de la ACUMAR
En diciembre de 2006 se creó por Ley Nacional la Autoridad de Cuenca Matanza Riachuelo presidida por la Secretaría de Ambiente y Desarrollo Sustentable. La ACUMAR participó de las audiencias públicas y presentó al Juez el Plan Integral de Saneamiento Ambiental de la Cuenca Matanza Riachuelo (PISA). La corte solicitó a la Universidad de Buenos Aires la participación de sus profesionales idóneos, con antecedentes y conocimientos necesarios y apropiados respecto de las diversas temáticas involucradas, y que procediesen a informar sobre la factibilidad del plan

El 8 de julio de 2008, la Corte Suprema de Justicia de la Nación dictó sentencia definitiva en el caso Mendoza. En relación con "la específica pretensión sobre recomposición y prevención de daños al ambiente", el Fallo obliga al dictado de decisiones urgentes, definitivas y eficaces. Se trata de una sentencia colectiva atípica, ya que contiene una condena general que recae sobre la ACUMAR, el Estado Nacional, la Provincia de Buenos Aires y la Ciudad Autónoma de Buenos Aires, "igualmente responsables en modo concurrente", por el cumplimiento del programa establecido en la resolución:
"que debe perseguir tres objetivos simultáneos: 
1) la mejora de la calidad de vida de los habitantes de la cuenca; 
2) la recomposición del ambiente en la Cuenca en todos sus componentes (agua, aire, y suelos) y 

3) la prevención de daños con suficiente y razonable grado de predicción".
El proceso de ejecución de la sentencia dictada por la Corte Suprema de Justicia de la Nación se puso a cargo del Juzgado Federal de Quilmes a cargo del Dr. Luis Armella.

## ACUMAR
La Autoridad de Cuenca Matanza Riachuelo (ACUMAR) es el ente interjurisdiccional de derecho público creado por la Ley nacional 26.168 del Poder Ejecutivo Nacional y adherido por las Legislaturas de la Provincia de Buenos Aires y de la Ciudad Autónoma de Buenos Aires, que tiene a su cargo la ejecución del Plan Integral de Saneamiento Ambiental de la Cuenca del Río Matanza-Riachuelo.
La Autoridad de Cuenca está integrada por un Consejo Directivo presidido por el Ministerio de Economía y los representantes de las tres jurisdicciones, un Consejo Municipal con representantes de los 15 municipios que conforman la cuenca, y una Comisión de Participación Social como espacio de articulación del Plan con la sociedad civil, abierto a su integración por cualquier organización con intereses en el ámbito territorial de la cuenca. Asimismo, se ha conformado un Foro de Universidades de la Cuenca Matanza Riachuelo (FUCUMAR) como ámbito de interacción entre las universidades vinculadas por sus saberes a la problemática de la cuenca y el grupo de expertos responsables a cargo del Plan.

## El Matanza-Riachuelo en el arte, la música y la literatura
Hacia 1830, el artista e ingeniero Charles H. Pellegrini realizó una serie de acuarelas y litografías que son mencionadas como las primeras en las que quedó plasmada la fisonomía portuaria del Riachuelo: Barraca Peña. Vuelta de Rocha (1833) y Riachuelo. Primitivo puente de Barracas (1830).  
Unos años después, las crónicas de viajeros y escritores empezaron a señalar esta zona como uno de los rincones más pintorescos de la ciudad. Su paisaje se destacaba por ser uno de sus pocos lugares donde podía contemplarse la orilla del río junto al despliegue de su vida social.
 

Impulsado por estas miradas, el Riachuelo y su antiguo puerto ocuparon desde mediados del siglo XIX un lugar central en el imaginario de la Ciudad de Buenos Aires, una influencia que hoy se mantiene vigente. 

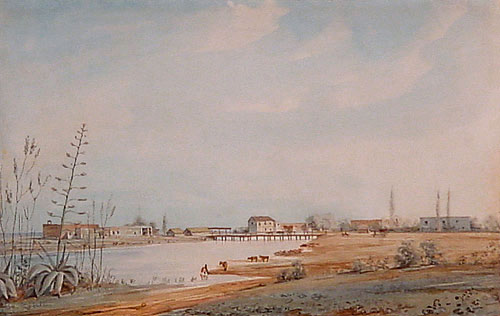
Carlos Enrique Pellegrini. Riachuelo (primitivo puente de Barracas), 1830, acuarela s/papel, 18,5 x 30 cm. Museo Nacional de Bellas Artes. Buenos Aires

### El Riachuelo, inspiración de artistas
Desde fines del siglo XIX la Boca albergó una gran cantidad de pintores y artistas de otras disciplinas.
Estos fueron influenciados e impulsados por una cantidad de espacios de reunión y formación en oficios creados en el seno de las organizaciones culturales y de apoyo mutuo inmigrantes instaladas en la Boca, en espacial en el seno de la comunidad italiana.
Estos ofrecían a los trabajadores la posibilidad de acceder a una educación en arte y oficios por fuera de las escuelas académicas o de educación formal.
Una de estas instituciones fue la Unión de la Boca, donde en los primeros años del siglo XX empezó a dar clases el maestro italiano Alfredo Lazzari, quien difundió nuevas prácticas como la pintura en caballete al aire libre y los paisajes de temas urbanos, en especial la pintura de escenas del Riachuelo y sus alrededores.
Benito Quinquela Martín y Fortunato Lacámera fueron dos de los alumnos más conocidos de Lazzari, entre muchos otros, como Arturo Maresca, Santiago Stagnaro y Vicente Vento, por nombrar solo algunos, todos provenientes de familias obreras e inmigrantes del barrio. 
Para los años ´20, el éxito de Quinquela a nivel nacional e internacional consolidó el arte de la Boca, que constituyó desde entonces la única escuela de pintura de la Ciudad de Buenos Aires vinculada a uno de sus barrios.
Esta tradición de artistas vinculados al Riachuelo dejó una impronta que todavía perdura. Es visible en la orilla de Vuelta de Rocha, donde se despliega el colorido de los edificios construidos por iniciativa de Quinquela frente al río, como la Escuela, el Museo de Bellas Artes de la Boca o el Teatro de la Ribera. También en Caminito, la calle convertida en museo a cielo abierto por impulso del mismo Quinquela, todavía hoy uno de los puntos más visitados por el turismo en la Ciudad. 
El arte boquense está presente en numerosas colecciones públicas como el Museo Nacional de Bellas Artes y el Museo de Tigre, y otras privadas como la Colección Mose.
Además, y como parte de esta tradición, muchos museos y galerías se ubican en los alrededores del Riachuelo, reivindicando la historia del barrio asociada a sus artistas, entre otros el Museo Marco y la Fundación Proa.
En 2012 fue creado el Distrito de las Artes de la Boca dependiente del Ministerio de Cultura de la Ciudad de Buenos Aires. El Distrito promueve las artes visuales, escénicas, literarias y musicales mediante políticas como la exención de impuestos y líneas de créditos preferenciales para los establecimientos culturales, entre otras.
Actualmente, el Distrito está conformado por más de 15 galerías de arte, 11 museos, 6 teatros, 4 fundaciones, 7 residencias, 7 espacios educativos y de investigación, 100 talleres de artistas, 9 espacios culturales y 9 instituciones de danza y música.

### El puerto: tango, nostalgia y bajos fondos

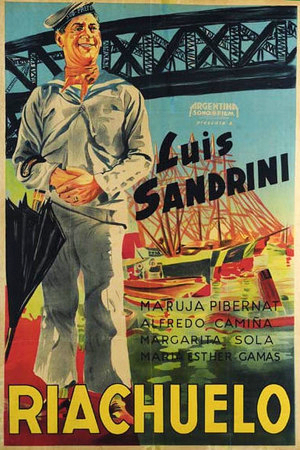
Afiche de la película Riachuelo (1934), de Argentina Sono Film. Con Luis Sandrini.

El crecimiento de la actividad a fines del siglo XIX atrajo a una enorme cantidad de inmigrantes llegados al puerto del Riachuelo para vivir en sus orillas, y despertó la curiosidad de cronistas y escritores.
En estos años, los “paisajes acuáticos” del Riachuelo fueron incorporadas a las imágenes literarias de Buenos Aires: “un mundo cruzado por la inmigración, el conventillo, el colorido, la pobreza, la industria, las embarcaciones y el río como puerta hacia lo desconocido”.
Escenas del puerto aparecen en diversas crónicas publicadas en los diarios de la época, como las de Félix Lima sobre los trabajadores inmigrantes y sus cantinas.
En la novela Historia de arrabal (1922), Manuel Gálvez hace un retrato minucioso de esta zona, donde aparecen la Isla Maciel, el frigorífico La Blanca y el restaurante El Cocodrilo, entre otros lugares emblemáticos, además de las colectividades de inmigrantes italianos, españoles, austríacos y árabes…
En muchas de sus famosas “Aguafuertes”, publicadas desde fines de los años ‘20 en el diario El Mundo, Roberto Arlt describió escenas pintorescas del puerto, entre el ruido y la suciedad de industria, los conventillos superpoblados y el sonido desbordante de las nuevas maquinarias, sin dejar de mostrarse entusiasmado: 
“Hay que ir al puerto, aunque más no sea para darse un baño de luz de viajes. (…) En el puerto se respira. En el puerto se bebe paisaje. En el puerto se recobran los sueños de la niñez. (…) Una mañana perdularia por los diques produce sobre la imaginación los mismos efectos que una inyección de vitaminas. El vigor de la luz levanta la tapa de los cielos que aparecen más altos y perfectos”. (Arlt, 1933).
“El día en que Ud. esté agriado, aburrido, vaya al puerto; pero no a hombrear bolsas… Siéntese a la orilla de un murallón; apoye la esquena en el caballete de una grúa y quédese una hora con la mirada perdida en ese bosque de mástiles entrecruzados en todos sus ángulos por cables y sogas…” (Arlt, 1931).
“Por donde se vaya, no se ve nada más que el triunfo de la máquina y del fuego: fundiciones de hierro y de cristal; fábricas de jabón, de ácido nítrico y de bulones. Las sierras metálicas chirrían continuamente; grandes guinches mueven masas metálicas rojizas; un sauce, una curva de agua, un bote… Y luego el panorama enorme con las tres chimeneas escalonadas de una fábrica que lanzan al cielo torbellinos de humo en esfuerzo de maquinarias invisibles, pero ciclópeas. Más allá la visión de los mástiles de Buenos Aires…(Arlt, 1929).
Para el poeta Raúl González Tuñón, el puerto del Riachuelo era un “bajo fondo” porteño, escenario crímenes y marginalidad, donde convivían el circo, el opio, la prostitución y el tango. 
Pero persistía, como en Arlt, “el deseo por preservar la imagen del Riachuelo como puerta hacia el mundo, como zona cosmopolita, viajera y amena que invitaba a la aventura: 
“Calle Pedro de Mendoza, Bodegones sombríos,
Gente que viene de lejanos mares  
y de lejanos ríos 
y la oficina en los altares 
del alcoholismo y de los desvaríos”  (“Aguafuerte”, 1972).
“Puente Alsina: 
Te corta el riachuelo—como un barbijo. 
Alimento de crónicas policiales […] 
Los ladrones y los poetas no te tenemos miedo” 
[…] 
Te apiadas de los perros enfermos
y de vez en cuando te robas la luna,
para los hombres que miran siempre abajo
te vean reflejada en el Riachuelo”. (El violín del diablo, 1972).
“En ese barquichuelo cansado y achacoso de tanto navegar, hay alguien que nostálgicamente contempla el cielo. ¿Qué pesa en la tristeza de este lobo de mar? Dadle un barco a ese viejo; dadle dos tripulantes Y que zarpe mañana con las velas al viento…” (Ídem). 
Mucha de esta visión sobre la ciudad se retoma en tangos ambientados en esta zona, como el clásico "Nieblas del Riachuelo".

## Puentes
A lo largo de su recorrido el río incluye numerosos puentes peatonales, ferroviarios y de vehículos. (Ver Puentes del Matanza Riachuelo).  